# Economía de Alemania
La economía de Alemania es la tercera economía más poderosa del mundo después de la de Estados Unidos y China y la quinta por PIB (PPA). El país es considerado el motor económico de la Unión Europea (UE). En 2014, Alemania registró el mayor superávit comercial en el mundo con 285  000 millones de dólares, por lo que es el mayor exportador de capital a nivel mundial. Alemania es el tercer mayor exportador del mundo con 1.511.000 millones de dólares exportados en 2014. Las exportaciones representan el 41% de la producción nacional. El sector servicios contribuye alrededor del 70% del total del PIB, la industria 29,1%, y la agricultura 0,9%. Los principales bienes exportados de Alemania son vehículos, maquinarias, productos químicos, productos electrónicos, productos farmacéuticos, equipos de transporte, metales básicos, productos alimenticios, caucho y plásticos. 
La política socioeconómica de Alemania se basa en el concepto de economía social de mercado.
Alemania es el primer país industrializado importante del mundo que se compromete a la transición energética renovable llamada Energiewende.  Alemania es el principal productor de turbinas eólicas y tecnología de energía solar en el mundo. Más de 1,5 millones de plantas de generación de energía renovable se han instalado en Alemania durante los últimos 25 años. Las energías renovables producen en la actualidad más del 27% de la electricidad total que se consume en Alemania. El objetivo de Alemania es conseguir la neutralidad de los gases de efecto invernadero para 2045.
El 99% de todas las empresas alemanas pertenecen a las denominadas Mittelstand, pequeñas y medianas empresas de propiedad familiar. De las 500 empresas que cotizan en bolsa más grandes del mundo, 50 tienen su sede en Alemania. Por capitalización de mercado, 20 empresas con sede en Alemania están en el Fortune Global 500 como Volkswagen, Allianz, Daimler, BMW, Siemens, BASF, Múnich Re, E.ON, Bayer, y RWE.
Alemania es el mayor productor de lignito en el mundo. Alemania también es rica en madera, hierro, potasa, sal, uranio, níquel, cobre y gas natural. La energía en Alemania se obtiene principalmente por los combustibles fósiles, seguida de la energía nuclear, y por las energías renovables como la biomasa (madera y biocombustibles), eólica, hidráulica y solar.
Alemania es la ubicación más importante para las ferias comerciales del mundo. Alrededor de dos tercios de las ferias más importantes del mundo se llevan a cabo en Alemania. Las mayores ferias anuales y congresos internacionales se llevan a cabo en varias ciudades alemanas, como Hannover, Múnich, Fráncfort del Meno y Berlín.
Alemania es el único país entre los cinco principales exportadores de armas que no es miembro permanente del Consejo de Seguridad de las Naciones Unidas.
A principios de 2020, Alemania estaba cerca del pleno empleo. Sin embargo, durante la pandemia de COVID-19, el número de desempleados aumentó significativamente hasta llegar a unos 2,8 millones a mediados de 2020. Además, muchas personas trabajaban a jornada reducida.

## Historia

### Industrialización

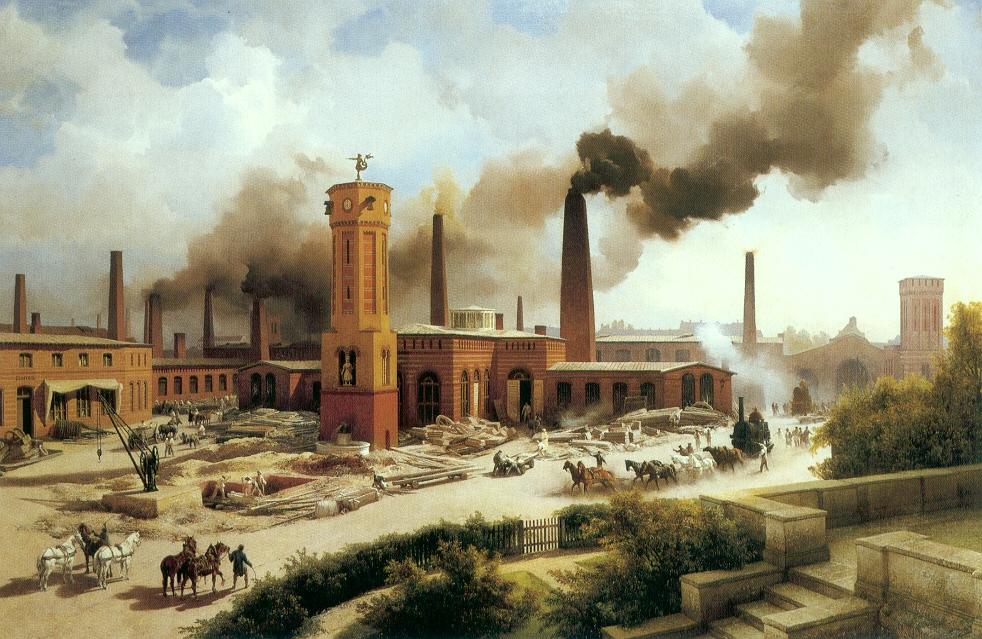
Factoría de August Borsig en 1847.

La Revolución Industrial en Alemania llegó casi un siglo más tarde que a Gran Bretaña, Francia y Bélgica, ya que Alemania se convirtió en un país unificado en el siglo XIX.
El establecimiento del Zollverein (unión aduanera alemana) y la creación de sistemas ferroviarios fueron los principales impulsores de la revolución industrial y de la unión política. En 1834, se eliminaron las barreras arancelarias entre los estados alemanes. En 1835, el primer ferrocarril alemán fue construido uniendo Dresde y Leipzig, y tuvo tanto éxito que la década de 1840 se vivió una "fiebre por los trenes" en todos los estados alemanes. Con el tiempo, otros estados alemanes ingresaron a la unión aduanera y comenzaron a vincular sus sistemas de ferrocarriles, que comenzaron a conectar todos los rincones de Alemania. Con la creación de un sistema ferroviario en toda Alemania en la década de 1840 se intensificó el desarrollo económico que abrió nuevos mercados para los productos locales, se incrementó la demanda de ingenieros, arquitectos y operarios calificados y estimuló las inversiones en el carbón y el hierro.

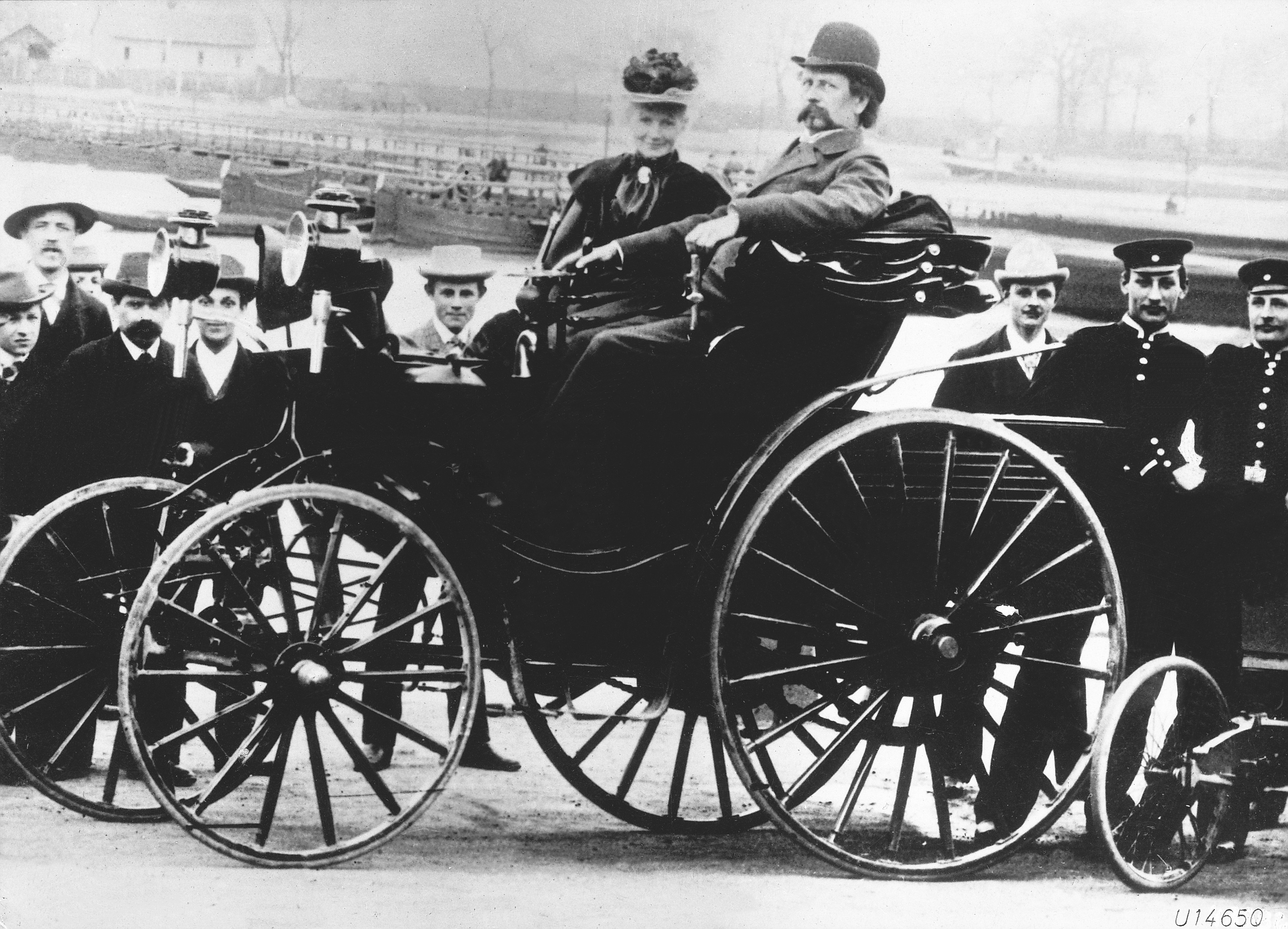
La invención del automóvil. Karl Benz con su esposa, Bertha Benz, en un Benz Viktoria modelo 1894

Con la derrota de la Francia del II Imperio en 1870 y la creación del Imperio Alemán en 1871 la industrialización se estimuló aún más. La reacción a las conquistas de Napoleón I de los estados alemanes durante la época de la Revolución Francesa produjo importantes reformas institucionales, incluyendo la supresión de las restricciones feudales sobre la venta de grandes latifundios, la reducción del poder de los gremios en las ciudades, y la introducción de una nueva ley comercial más eficiente. No obstante, las decisiones políticas sobre la economía del Imperio Alemán seguían en gran parte controlados por una coalición de "centeno y hierro", es decir los terratenientes Junker del este y la industria pesada del oeste.
En el año 1900, Alemania era líder mundial en la industrialización. Entre 1895 y 1907, el número de trabajadores empleados en la construcción de maquinaria se duplicó de medio millón a más de un millón. Alemania también fue testigo de un crecimiento demográfico sin precedentes pasando de 35 millones de habitantes en 1850 a 67.000.000 en 1913. El rápido avance hacia la madurez industrial condujo a un cambio drástico en la situación económica de Alemania, de ser un importador de tecnología para ser un gran exportador de productos terminados. En 1913, Alemania llegó a dominar todos los mercados europeos y en 1914, se convirtió en uno de los tres mayores exportadores del mundo.

### Tercer Reich
Los nazis llegaron al poder, mientras que el desempleo era muy alto, pero se logró el pleno empleo más tarde gracias a los programas públicos masivos como el Reichsbahn, Reichspost o Reichsautobahn.
| Fecha          | Desempleados | Empleados |
| -------------- | ------------ | --------- |
| Agosto de 1932 | 5.2          | 12.8      |
| Agosto de 1933 | 4.1          | 14.1      |
| Agosto de 1934 | 2.4          | 15.9      |
| Agosto de 1935 | 1.7          | 17.1      |

Las políticas económicas y fiscales expansivas tras la crisis financiera de 1931 (como Alemania estaba fuera del patrón oro) fueron aconsejadas por el ministro de Economía no-nazi, Hjalmar Schacht, que en 1933 se convirtió en el presidente del banco central. Hjalmar Schacht abandonó el puesto en 1938 y fue reemplazado por Hermann Göring.
Las políticas comerciales del Tercer Reich estaban encaminadas a la autosuficiencia, pero con la falta de materias primas, Alemania tendrían que mantener los vínculos comerciales, pero en las preferencias bilaterales, los controles de divisas, cuotas de importación y subvenciones a la exportación en virtud de lo que se llamó el "Nuevo Plan" (Plan de Neuer) de 19 de septiembre de 1934. El "Plan Nuevo" se basaba en el comercio con los países menos desarrollados que cambiarían las materias primas para los productos industriales alemanes. Esta política se conoce como la política Grosswirtschaftsraum ("mayor área económica").
Finalmente, el partido nazi desarrolló fuertes relaciones con las grandes empresas y los sindicatos, abolidos en 1933 con el fin de formar el Servicio Nacional del Trabajo (RAD) y el Frente Alemán del Trabajo (DAF) para ajustar las horas de trabajo.

### Alemania Occidental

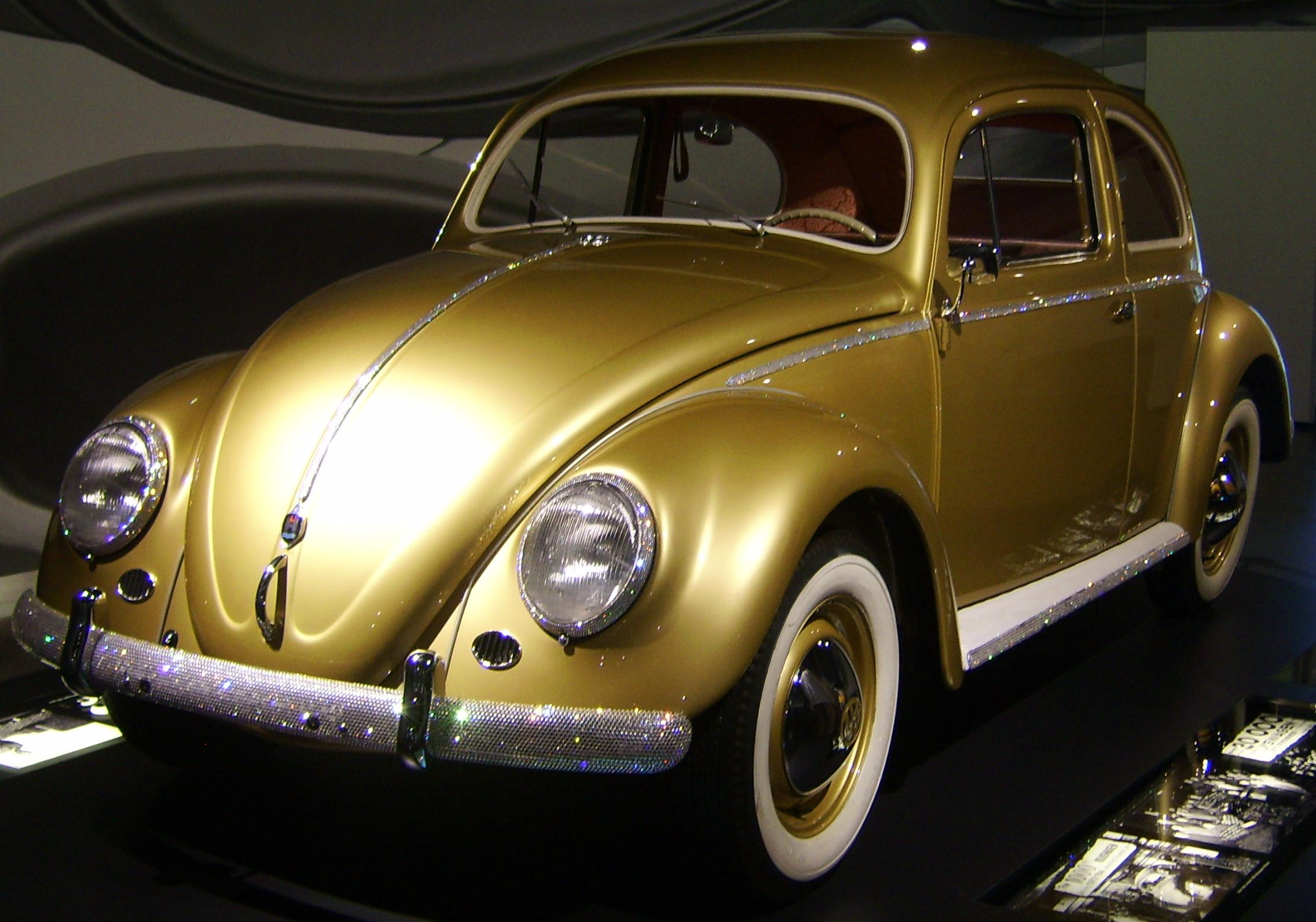
El Volkswagen Beetle fue un icono de la reconstrucción de Alemania Occidental.

Con la sustitución del Reichsmark por el Marco alemán como moneda de curso legal, se vivió un período duradero de baja inflación y rápido crecimiento industrial supervisado por el gobierno encabezado por el canciller Konrad Adenauer y su ministro de Economía, Ludwig Erhard, levantando la Alemania Occidental de la total devastación de la guerra para convertirse en una de las naciones más desarrolladas en la Europa moderna.
El Plan Marshall se amplió para incluir también a la Alemania Occidental después de darse cuenta de que el estancamiento de la economía alemana occidental estaba frenando la recuperación del resto de Europa. La cuantía de la ayuda monetaria (que era en forma de préstamos) recibidas por Alemania a través del Plan Marshall fue de alrededor de mil seiscientos cincuenta millones de dólares (en total); pero se encuentra en gran medida eclipsado por el importe que los alemanes tuvieron que pagar por reparaciones de guerra y por los altos cargos que los Aliados hicieron pagar a Alemania, del orden de 2400 millones de dólares al año. 
En 1953 se decidió que Alemania debía pagar mil cien millones de dólares de la ayuda que había recibido. El último reembolso se hizo en junio de 1971. Es discutible, sin embargo, que la recuperación hubiera sido posible sin el impulso económico inicial del Plan Marshall, así como la modernización de la infraestructura proporcionada por el plan de recuperación económica.
Además de estos factores, el trabajo eficiente, largas jornadas laborales a pleno rendimiento en los años 1950, 1960 y principios de 1970, y la mano de obra extra suministrada por miles de Gastarbeiter ("trabajadores invitados") ofrecieron una base esencial para la recuperación económica.
Los esfuerzos de reconstrucción siguieron al final de la guerra, la industria y con ello la economía del país se desarrollaron rápidamente, dando lugar al fenómeno histórico conocido como el milagro económico alemán. La calidad de los productos alemanes nunca perdió su renombre a nivel mundial, y la nación se impuso en menos de una década como primera potencia económica de Europa, posición que conserva hoy en día.

### Alemania Oriental
A principios de la década de 1950 la Unión Soviética se había apoderado de las reparaciones de guerra en forma de productos agrícolas e industriales y exigió pagos de reparaciones más pesados. La Baja Silesia, que contenía las minas de carbón, y Stettin, un puerto natural prominente, se perdieron a favor de Polonia.
Las exportaciones de la Alemania Occidental superó 323 mil millones dólares en 1988. En el mismo año, Alemania Oriental exportó 30.7 mil millones de dólares en bienes, el 65% a otros estados comunistas. La Alemania Oriental tuvo desempleo cero.
En 1976, el crecimiento medio anual del PIB fue de aproximadamente 5,9%.
Aun hoy, después de fuertes programas de ayuda económica de los lander occidentales, la renta per cápita de los orientales es significativamente inferior, habiéndose corregido en gran medida desde la reunificación.

### Alemania reunificada

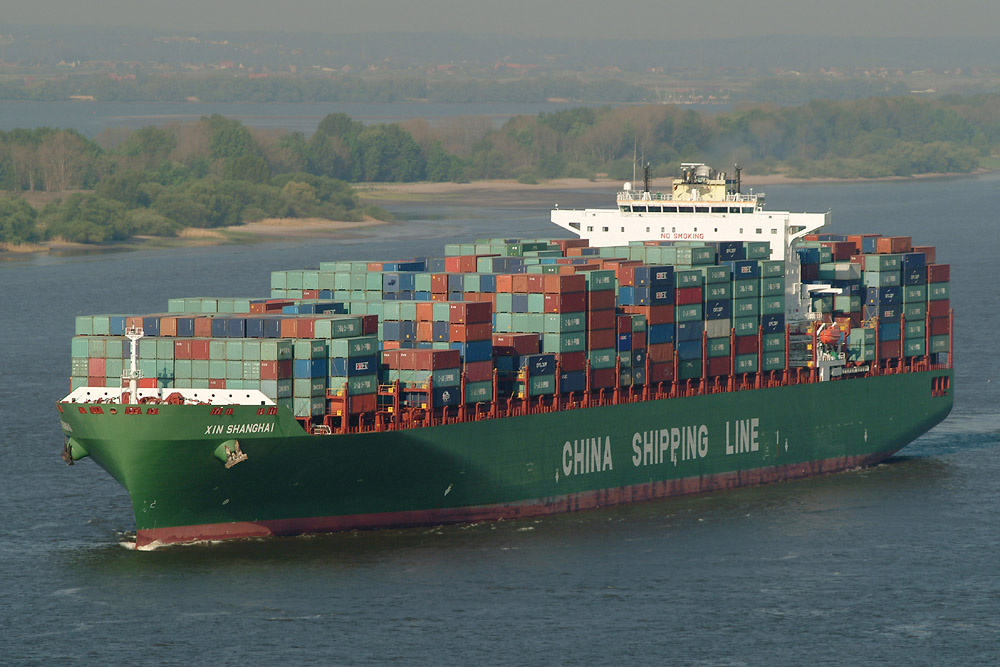
A partir de 2013, Alemania es el tercer mayor exportador y el tercer importador más grande en el mundo, produciendo el mayor superávit comercial en una economía nacional.

La economía alemana prácticamente se estancó en el comienzo de la década de 2000. Las peores cifras de crecimiento se lograron en 2002 (+ 1,4%), en 2003 (+ 1,0%) y en 2005 (+ 1,4%). El desempleo también era alto. Debido a estos problemas, junto con envejecimiento de la población alemana, el sistema de bienestar estuvo bajo una presión considerable. Esto llevó al gobierno a llevar a cabo un amplio programa de reformas de austeridad, la Agenda 2010, incluidas las reformas del mercado de trabajo conocidas como Hartz I - IV.
En la última parte de la primera década de 2000 la economía mundial experimentó un alto crecimiento, de la que Alemania como principal exportador también se benefició. Los efectos de las reformas Hartz lograron un alto crecimiento y disminución del desempleo, pero otros sostienen que provocaron una disminución masiva del nivel de vida, y que sus efectos son limitados y temporales. 
El PIB de Alemania se contrajo en el segundo y tercer trimestres de 2008, poniendo al país en una recesión técnica junto con la recesión europea y mundial. La producción industrial alemana cayó a 3,6% en septiembre. En enero de 2009, el gobierno alemán bajo Angela Merkel aprobó un plan de estímulo económico de 50 mil millones €  para proteger a varios sectores de una recesión y un posterior aumento de la tasas de desempleo. Alemania salió de la recesión en el segundo y tercer trimestre de 2009, debido a las exportaciones (principalmente de fuera de la Eurozona) y a una demanda de consumo relativamente estable.
Alemania es un miembro fundador de la UE, el G-8 y el G-20, y fue el mayor exportador del mundo de 2003 a 2008. En 2011 se mantuvo como el tercer exportador y el tercer mayor importador. La mayor parte de las exportaciones del país son en ingeniería, especialmente maquinaria, automóviles, bienes químicos y metales. Alemania es un importante productor de turbinas eólicas y tecnología de energía solar. Numerosas ferias anuales y congresos se celebran en ciudades en toda Alemania. El 2011 fue un año récord para la economía alemana. Las empresas alemanas exportaron bienes por valor de más de 1 billón de €, la cifra más alta en la historia y el número de ocupados ha aumentado a 41,6 millones, la cifra más alta jamás registrada. 
Durante los años posteriores, la economía de Alemania siguió siendo más fuerte en relación con los países vecinos de la zona.

## Datos

Nivel de productividad del trabajo en Alemania. OCDE, 2012

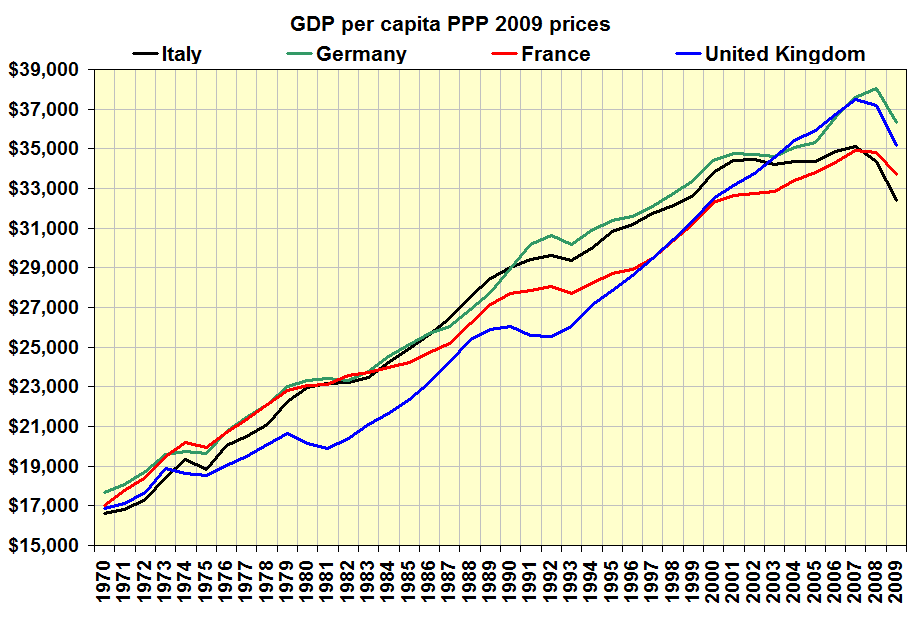
PIB per cápita de las cuatro grandes economías de Europa occidental

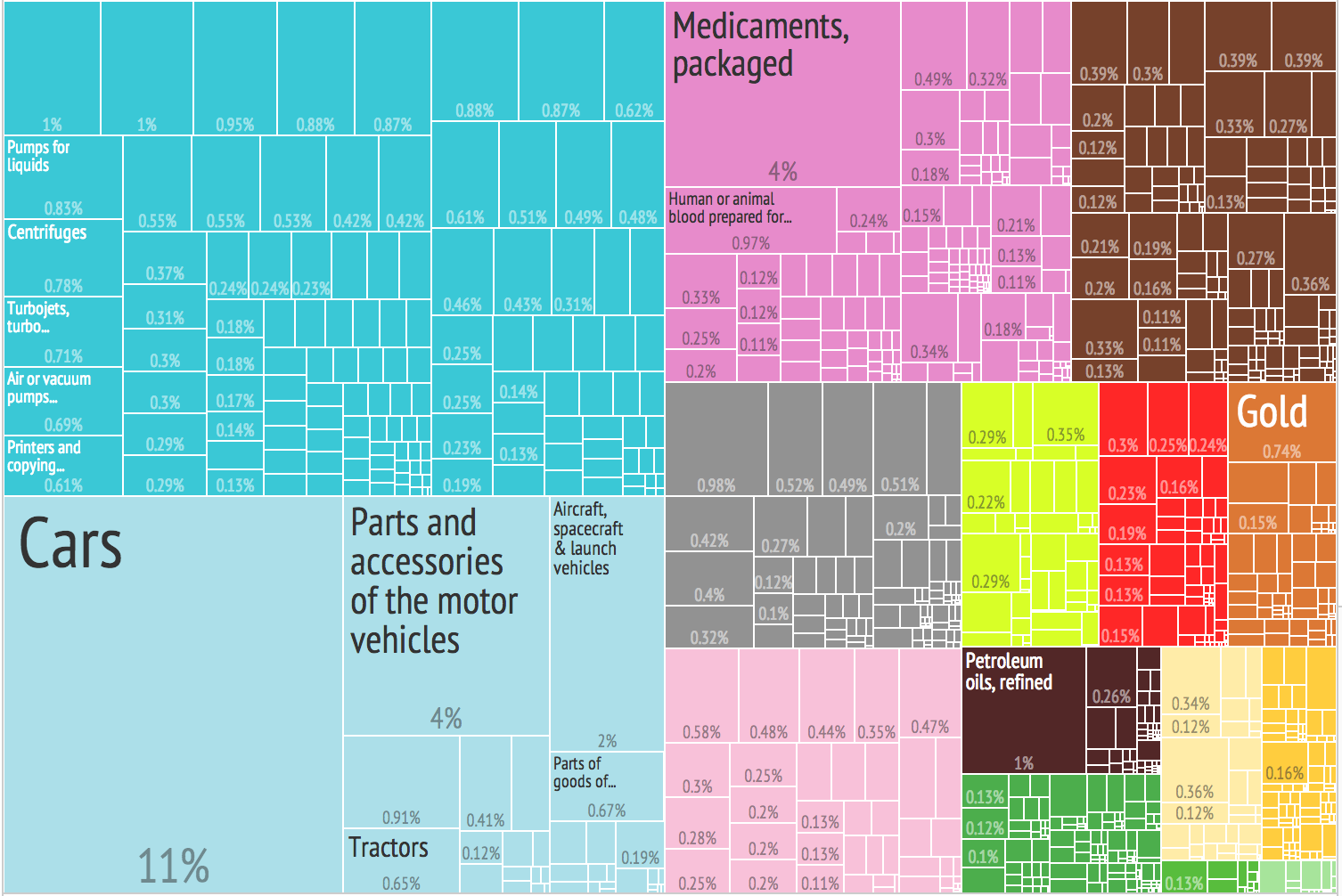
Exportaciones alemanas por productos (2012) from [http://www.atlas.cid.harvard.edu/explore/tree_map/export/deu/all/show/2012/ Harvard Economic Complexity Observatory

A partir de enero de 2015, la tasa de desempleo fue de 4,8 por ciento. 
A partir de diciembre de 2014, la tasa interanual del IPC fue del 0,6 por ciento.
La siguiente tabla muestra el crecimiento sin desestacionalizar del PIB durante el periodo 1992-2014
| Año  | PIB Billones € | Cambio |
| ---- | -------------- | ------ |
| 1992 | 1648.40        | +1.9%  |
| 1993 | 1696.90        | -1.0%  |
| 1994 | 1782.20        | +2.5%  |
| 1995 | 1848.50        | +1.7%  |
| 1996 | 1875.00        | +0.8%  |
| 1997 | 1912.60        | +1.7%  |
| 1998 | 1959.70        | +1.9%  |
| 1999 | 2000.20        | +1.9%  |
| 2000 | 2047.50        | +3.1%  |
| 2001 | 2101.90        | +1.5%  |
| 2002 | 2132.20        | +0.0%  |
| 2003 | 2147.50        | -0.4%  |
| 2004 | 2195.70        | +1.2%  |
| 2005 | 2224.40        | +0.7%  |
| 2006 | 2313.90        | +3.7%  |
| 2007 | 2428.50        | +3.3%  |
| 2008 | 2473.80        | +1.1%  |
| 2009 | 2374.50        | -5.1%  |
| 2010 | 2496.20        | +4.2%  |
| 2011 | 2592.60        | +3.0%  |
| 2012 | 2645.00        | +0.7%  |
| 2013 | 2809.00        | +0,4%  |
| 2014 | 2903.00        | +1,6%  |

### Compañías
De las 500 mayores empresas cotizadas del mercado de valores del mundo medida por los ingresos en 2010, la lista Fortune Global 500, 37 tienen su sede en Alemania. 30 empresas con sede en Alemania están incluidas en el DAX, el índice bursátil alemán. Algunas de las marcas alemanas más conocidas son Mercedes-Benz, BMW, SAP, Siemens, Volkswagen, Adidas, Audi, Allianz, Porsche, Bayer, BASF, Bosch, y Nivea. 
Alemania es reconocida por sus especializadas pequeñas y medianas empresas. Alrededor de 1000 de estas empresas son líderes del mercado mundial en su segmento y se etiquetan como campeones ocultos. Las industrias creativas también desempeñan un papel cada vez más importante como impulsoras de la innovación. En 2018, había más de 250.000 empresas en este sector.
De 1991 a 2010 se han producido 40 301 fusiones y adquisiciones, con una participación de empresas alemanas con un valor total de 2422 billones de Euros. Las mayores transacciones desde 1991 son: la adquisición de Mannesmann por parte de Vodafone con 204,8 billones de euros en 1999 y la fusión de Daimler-Benz con Chrysler para formar DaimlerChrysler en 1998 por valor de 36,3 billones de euros.

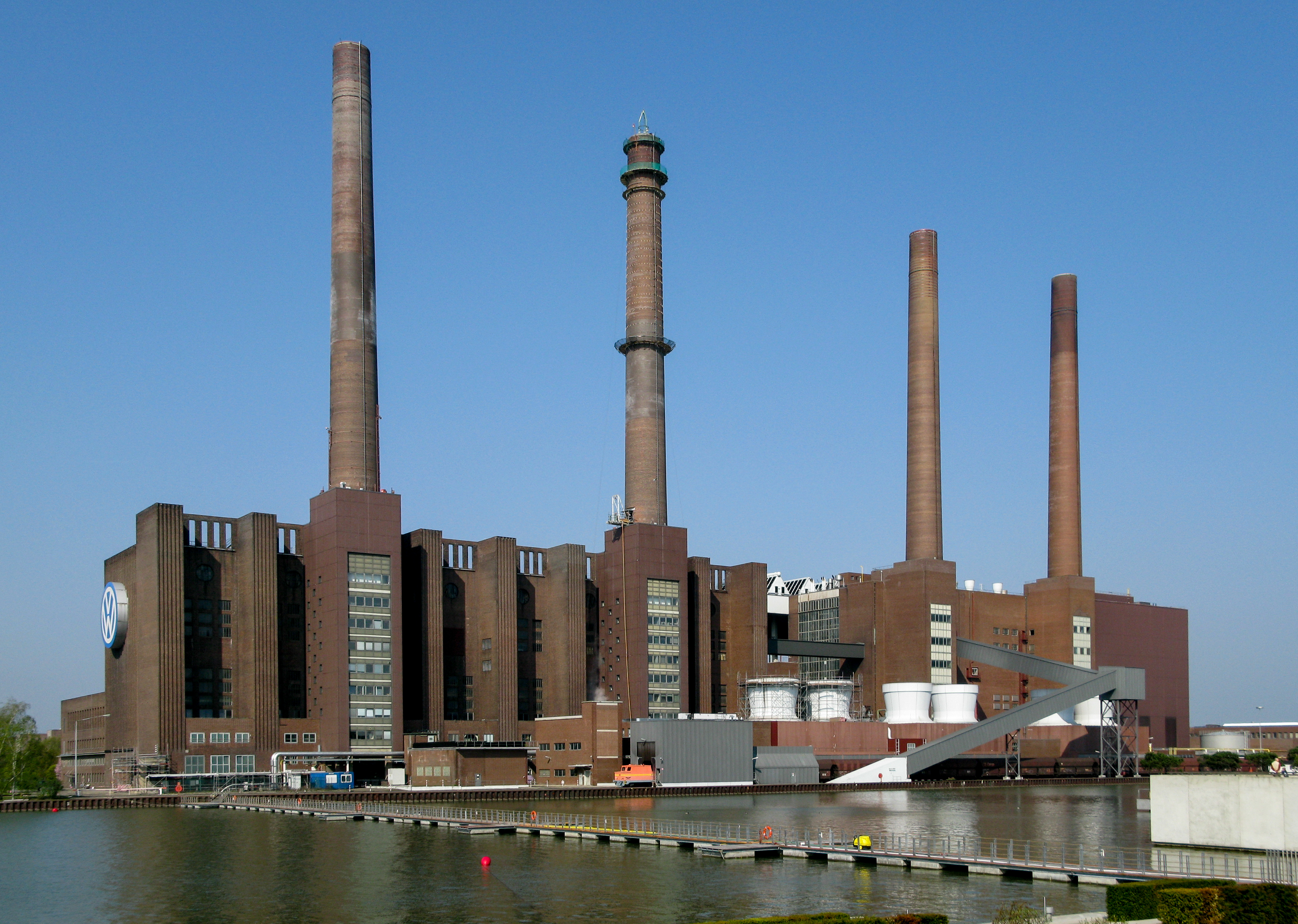
Sede de Volkswagen AG en Wolfsburg

La lista incluye a las mayores empresas alemanas por ingresos en 2011:
| Rango | Nombre                | Sede                  | Ingresos (Mil. €) | Ganancias (Mil. €) | Empleados (Mundo) |
| ----- | --------------------- | --------------------- | ----------------- | ------------------ | ----------------- |
| 1.    | Volkswagen AG         | Wolfsburg             | 159.000           | 15.800             | 502.000           |
| 2.    | E.ON SE               | Düsseldorf            | 113.000           | −1.900             | 79.000            |
| 3.    | Daimler AG            | Stuttgart             | 107.000           | 6.000              | 271.000           |
| 4.    | Siemens AG            | Berlín, Múnich        | 74.000            | 6.300              | 360.000           |
| 5.    | BASF SE               | Ludwigshafen am Rhein | 73.000            | 6,600              | 111.000           |
| 6.    | BMW AG                | Múnich                | 69.000            | 4.900              | 100.000           |
| 7.    | Metro AG              | Düsseldorf            | 67.000            | 740                | 288.000           |
| 8.    | Schwarz-Gruppe (Lidl) | Neckarsulm            | 63.000            | N/A                | 315.000           |
| 9.    | Deutsche Telekom AG   | Bonn                  | 59.000            | 670                | 235.000           |
| 10.   | Deutsche Post AG      | Bonn                  | 53.000            | 1.300              | 471.000           |
| —     | Allianz SE            | Múnich                | 104.000           | 2.800              | 141.000           |
| —     | Deutsche Bank AG      | Fráncfort del Meno    | 2.160.000         | 4.300              | 101.000           |

## Región económica

Alemania es parte de la unión monetaria Eurozona (azul oscuro), y del mercado único de la UE.

Alemania, como federación, es un país policéntrico y no tiene un solo centro económico. La bolsa de valores se encuentra en Fráncfort del Meno, la mayor compañía de medios de comunicación (Bertelsmann SE & Co. KGaA) tiene su sede en Gütersloh y los mayores fabricantes de automóviles están en Wolfsburg, Stuttgart y Múnich.
Alemania es un defensor de la integración económica y política europea más estrecha. Sus políticas comerciales son cada vez más determinadas por acuerdos entre los miembros de la Unión Europea (UE). Alemania introdujo la moneda común europea, el euro, el 1 de enero de 1999. Su política monetaria es fijada por el Banco Central Europeo en Fráncfort del Meno.
Los estados del sur ("Bundesländer"), especialmente Baviera, Baden-Württemberg y Hesse, son económicamente más fuerte que los estados del norte. Una de las regiones económicas tradicionalmente más fuertes (y al mismo tiempo más antiguas) es la región del Ruhr, en el oeste, entre Bonn y Dortmund. 27 de las 100 empresas más grandes del país se encuentran allí. En los últimos años, sin embargo, la zona, cuya economía se basa en los recursos naturales y la industria pesada, ha visto un aumento sustancial del desempleo (2010: 8,7%).
La economía de Baviera y Baden-Württemberg, los estados con el menor número de personas desempleadas (2010: 4,5%, 4,9%), por el contrario, se basa en productos de alto valor. Los sectores más importantes son los automóviles, electrónica, aeroespacial y la biomedicina, entre otros. Baden-Württemberg es un centro industrial, especialmente para el automóvil y la construcción de maquinaria de la industria y el hogar de marcas como Mercedes-Benz (Daimler), Porsche y Bosch.
Con la reunificación el 3 de octubre de 1990, Alemania comenzó la importante tarea de reconciliar los sistemas económicos de las dos ex-repúblicas. La Planificación económica intervencionista aseguró el desarrollo gradual en el este de Alemania hasta el nivel de la antigua Alemania Occidental, pero el nivel de vida y los ingresos anuales sigue siendo significativamente mayor en los estados alemanes occidentales. La modernización y la integración de la economía alemana del este sigue siendo un proceso a largo plazo programado hasta el año 2019, con transferencias anuales de oeste a este por valor de aproximadamente 80 mil millones de dólares. Esta es una de las razones por las que se han formado pequeños pero eficaces centros de alta tecnología en los nuevos estados federados, especialmente en Dresde, Jena, Leipzig y Berlín-Brandeburgo. La tasa general de desempleo ha caído constantemente desde 2005 y alcanzó un mínimo de 20 años en 2012. En julio del 2014 comenzó legislar para introducir un salario mínimo por mandato federal que entraría en vigor el 1 de enero de 2015. 

### Riqueza

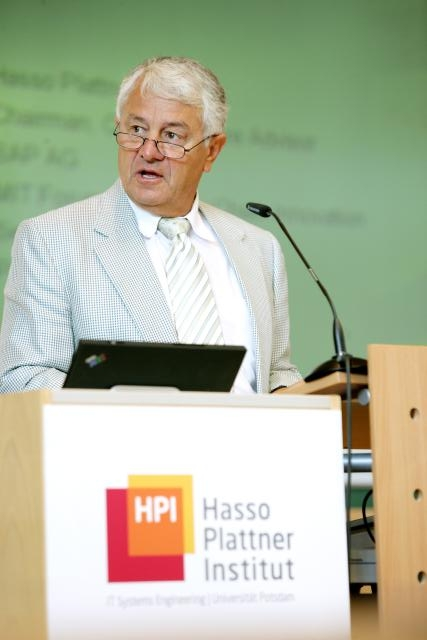
Hasso Plattner

Alemania es el país más rico de Europa, y el segundo más rico del mundo, después de Estados Unidos, en términos de la cantidad de hogares altos de riqueza por valor de más de 100 millones de dólares. La siguiente lista de los 10 de los alemanes multimillonarios se basa en una evaluación anual de la riqueza y los activos compilado y publicado por Forbes el 4 de marzo de 2014.
1. 25 mil millones $ Karl Albrecht
2. 21.1 mil millones $  Dieter Schwarz
3. 19.3 mil millones $ Theo Albrecht
4. 18.4 mil millones $ Michael Otto & familia
5. 17.4 mil millones $ Susanne Klatten
6. 14.9 mil millones $ Stefan Quandt
7. 14.3 mil millones $ Georg Schaeffler
8. 12.8 mil millones $ Johanna Quandt
9. 10.4 mil millones $ Klaus-Michael Kühne
10. 8.8 mil millones $ Hasso Plattner

Wolfsburg es la ciudad en Alemania con el ingreso per cápita más alto del país con 128,000 $. La siguiente lista de las 10 de las ciudades alemanas con el más alto ingreso per cápita se basa en un estudio realizado por el Instituto de Investigación Económica de Colonia el 31 de julio de 2013
1. 128,000$ Wolfsburg, Baja Sajonia
2. 114,281$ Fráncfort del Meno, Hesse
3. 108,347$ Schweinfurt, Baviera
4. 104,000$ Ingolstadt, Baviera
5. 99,389$ Ratisbona, Baviera
6. 92,525$ Düsseldorf, Renania del Norte-Westfalia
7. 92,464$ Ludwigshafen am Rhein, Renania-Palatinado
8. 91,630$ Erlangen, Baviera
9. 91,121$ Stuttgart, Baden-Württemberg
10. 88,692$ Ulm, Baden-Württemberg

## Comercio exterior
En 2020, el país fue el tercer exportador más grande del mundo (US $ 1,48 billones en bienes, 7,9% del total mundial). Considerando los bienes y servicios exportados, las exportaciones fueron de US $ 1,81 billones. Los países socios de la Unión Europea (UE) son el mercado objetivo más importante para Alemania, seguido de Estados Unidos y la República Popular China. En importaciones, en 2019, fue el tercer mayor importador del mundo: US $ 1,23 billones.

### Importaciones
Se presentan a continuación las mercancías de mayor peso en las importaciones de Alemania para el período 2010-hasta abril de 2015. Las cifras están expresadas en dólares estadounidenses valor FOB.

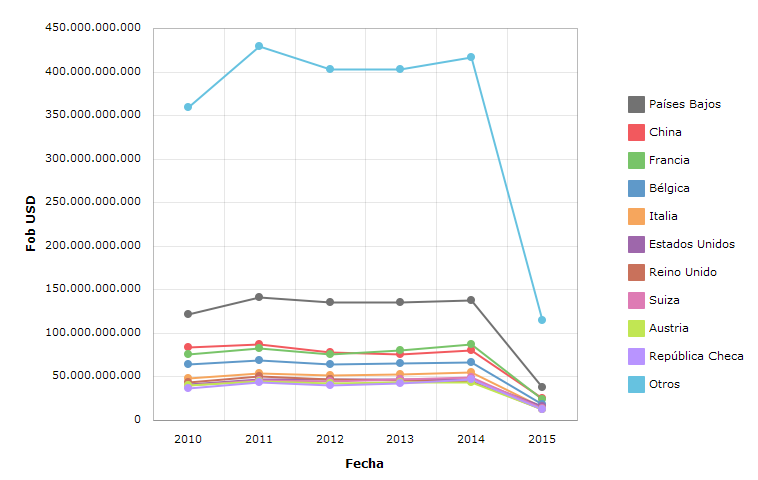
Importaciones de Alemania del periodo 2010-hasta abril de 2015 medidas en valor FOB. [http://trade.nosis.com/es/Comex/Importacion-Exportacion/Alemania/Todas-las-posiciones-arancelarias/DE/00 Fuente

| Fecha Mercadería por capítulo arancelario | 2010            | 2011              | 2012              | 2013              | 2014              | enero-abril de 2015 |
| --- | --------------- | ----------------- | ----------------- | ----------------- | ----------------- | ------------------- |
| 84 - calderas, máquinas, aparatos y artefactos mecánicos; partes de estas máquinas o aparatos | 124.414.046.168 | 138.778.385.673   | 130.505.613.822   | 132.298.679.124   | 139.204.021.166   | 40.105.854.206      |
| 85 - máquinas, aparatos y material eléctrico, y sus partes | 121.548.066.238 | 126.278.844.875   | 116.205.631.666   | 118.532.085.731   | 125.562.435.724   | 36.781.673.379      |
| 27 - combustibles minerales, aceites minerales y productos de su destilación; materias bituminosas; ceras minerales                                                                                  | 90.289.001.534  | 132.558.639.492   | 133.432.037.976   | 122.647.866.490   | 110.622.463.284   | 21.935.424.959      |
| 87 - vehículos automóviles, tractores, velocípedos y demás vehículos terrestres, sus partes y accesorios                                                                                             | 75.844.664.179  | 90.674.985.546    | 86.005.847.730    | 90.554.425.236    | 97.653.645.291    | 29.247.789.923      |
| 30 - medicamentos envasados | 44.682.991.984  | 43.990.273.814    | 41.570.989.779    | 41.801.343.787    | 46.619.559.825    | 13.510.906.644      |
| 39 - plásticos y sus derivados | 32.999.838.444  | 37.880.905.091    | 35.947.644.803    | 37.822.032.814    | 39.860.116.888    | 11.083.410.894      |
| 90 - instrumentos y aparatos de óptica, fotografía o cinematografía, de medida, control o precisión; instrumentos y aparatos medicoquirúrgicos; partes y accesorios de estos instrumentos o aparatos | 29.038.171.479  | 33.027.531.908    | 32.671.237.227    | 33.893.132.072    | 36.145.501.538    | 10.882.991.024      |
| 29 - productos químicos orgánicos | 27.987.783.350  | 32.431.554.445    | 32.649.183.722    | 32.283.720.857    | 33.179.901.607    | 9.908.883.305       |
| 72 - hierro y acero de fundición | 27.151.946.336  | 33.840.561.104    | 28.316.329.334    | 26.278.487.709    | 27.578.833.024    | 7.795.490.215       |
| 88 - aeronaves, vehículos espaciales y sus partes | 25.900.186.621  | 24.700.042.869    | 22.274.650.648    | 26.041.192.029    | 28.631.494.191    | 9.743.282.956       |
| Demás capítulos | 355.249.024.259 | 400.510.778.560   | 368.251.557.378   | 378.826.270.219   | 391.213.799.860   | 111.080.452.369     |
| Total | 955.105.720.591 | 1.094.672.503.378 | 1.027.830.724.084 | 1.040.979.236.067 | 1.076.271.772.399 | 302.076.159.874     |

### Exportaciones
Se presentan a continuación los principales socios comerciales de Alemania para el periodo 2010-hasta abril de 2015. La mayoría de sus importadores están en Europa salvo Estados Unidos y China. Las cifras expresadas son en dólares estadounidenses valor FOB.

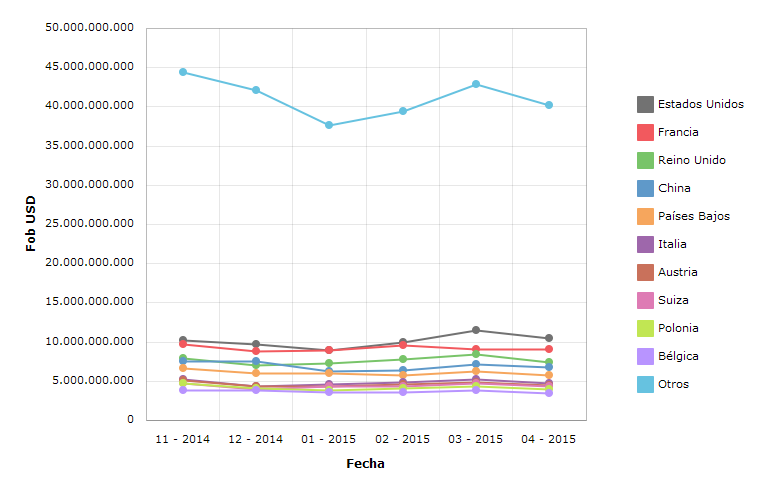
Exportaciones de Alemania del periodo noviembre 2014-abril de 2015 medidas en valor FOB. [http://trade.nosis.com/es/Comex/Importacion-Exportacion/Alemania/Todas-las-posiciones-arancelarias/DE/00 Fuente

| Fecha País importador | 2010              | 2011              | 2012              | 2013              | 2014              | enero-abril de 2015 |
| --------------------- | ----------------- | ----------------- | ----------------- | ----------------- | ----------------- | ------------------- |
| Francia               | 111.107.405.923   | 127.583.813.480   | 122.740.353.230   | 122.344.765.463   | 123.954.669.631   | 36.548.324.809      |
| Estados Unidos        | 83.908.909.306    | 97.195.460.744    | 108.388.962.478   | 115.291.828.510   | 125.598.817.993   | 40.765.085.804      |
| Reino Unido           | 73.525.181.373    | 80.961.497.266    | 81.824.502.794    | 88.115.798.179    | 98.345.375.480    | 30.955.032.500      |
| China                 | 68.258.086.137    | 85.665.677.827    | 82.933.107.751    | 86.764.769.784    | 96.870.826.242    | 26.371.258.146      |
| Países Bajos          | 74.772.064.613    | 82.517.853.297    | 79.046.914.058    | 80.421.034.723    | 82.609.913.839    | 23.585.613.088      |
| Italia                | 71.715.796.622    | 77.587.113.678    | 64.912.959.931    | 63.459.706.274    | 65.596.777.489    | 19.438.847.165      |
| Austria               | 60.890.531.283    | 67.500.596.156    | 63.360.289.594    | 65.387.739.147    | 65.528.124.711    | 18.331.942.503      |
| Suiza                 | 52.741.620.162    | 62.111.151.814    | 59.683.177.214    | 60.133.623.372    | 59.615.457.165    | 17.708.607.390      |
| Bélgica               | 56.381.805.808    | 58.502.614.724    | 51.350.023.863    | 50.612.414.084    | 50.968.888.092    | 14.237.608.991      |
| Polonia               | 45.898.557.546    | 52.477.966.887    | 47.686.850.995    | 49.854.568.881    | 56.093.413.158    | 16.294.903.878      |
| Resto del mundo       | 476.540.702.360   | 538.324.229.515   | 531.694.011.914   | 555.355.111.349   | 563.667.493.476   | 159.967.307.354     |
| Total                 | 1.175.740.661.134 | 1.330.427.975.388 | 1.293.621.153.822 | 1.337.741.359.767 | 1.388.849.757.277 | 404.204.531.627     |

## Sectores

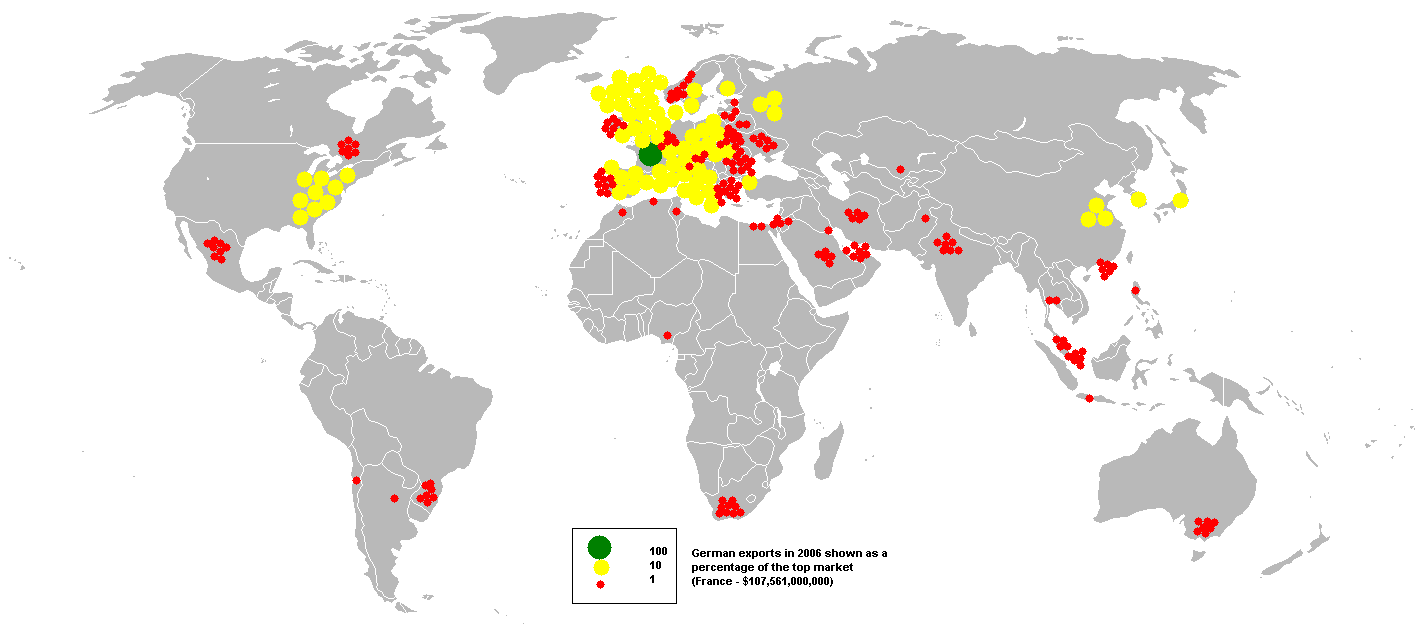
Exportaciones alemanas en 2006.

Alemania tiene una economía social de mercado que se caracteriza por una fuerza laboral altamente calificada, una infraestructura desarrollada, un gran capital social, un bajo nivel de corrupción, y un alto nivel de innovación. Tiene la economía nacional más grande de Europa, la cuarta más grande por el PIB nominal en el mundo, y está clasificado quinto por PIB (PPA) en 2009.
El sector servicios aporta alrededor del 70% del total del PIB, la industria el 29,1%, y la agricultura 0,9%.

### Sector primario

#### Agricultura
En 2018, Alemania produjo 26,1 millones de toneladas de remolacha azucarera (cuarto productor más grande del mundo), que sirve para producir azúcar y etanol; 20,2 millones de toneladas de trigo (décimo productor mundial); 9,5 millones de toneladas de cebada (tercer productor mundial, solo detrás de Rusia y Francia), 8,9 millones de toneladas de patata (séptimo productor mundial); 3,6 millones de toneladas de colza (sexto productor mundial); 2,2 millones de toneladas de centeno (mayor productor del mundo); 1,9 millones de toneladas de triticale (segundo productor mundial); 1,4 millones de toneladas de uva (décimo sexto productor mundial); 1,2 millones de toneladas de manzana (duodécimo productor mundial). Además, este año, el país también produjo 3,3 millones de toneladas de maíz y menores rendimientos de otros productos agrícolas, como repollo (604 mil toneladas), zanahoria (625 mil toneladas), avena (577 mil toneladas), cebolla (409 mil toneladas), etc.
En 2010 la agricultura, la silvicultura y la minería representaron solo el 0,9% del producto interno bruto de Alemania (PIB) y empleaba solo el 2,4% de la población, por debajo de 4% de 1991. La agricultura es muy productiva, y Alemania es capaz de cubrir el 90% de sus necesidades nutricionales con la producción nacional. Alemania es el tercer mayor productor agrícola en la Unión Europea después de Francia e Italia. Los principales productos agrícolas de Alemania son patatas, trigo, cebada, remolacha de azúcar, frutas y coles.
A pesar del alto nivel de industrialización del país, casi un tercio de su territorio está cubierto por bosques. La industria forestal proporciona alrededor de dos tercios del consumo interno de la madera y sus productos, por lo que Alemania es un importador neto de estos artículos.

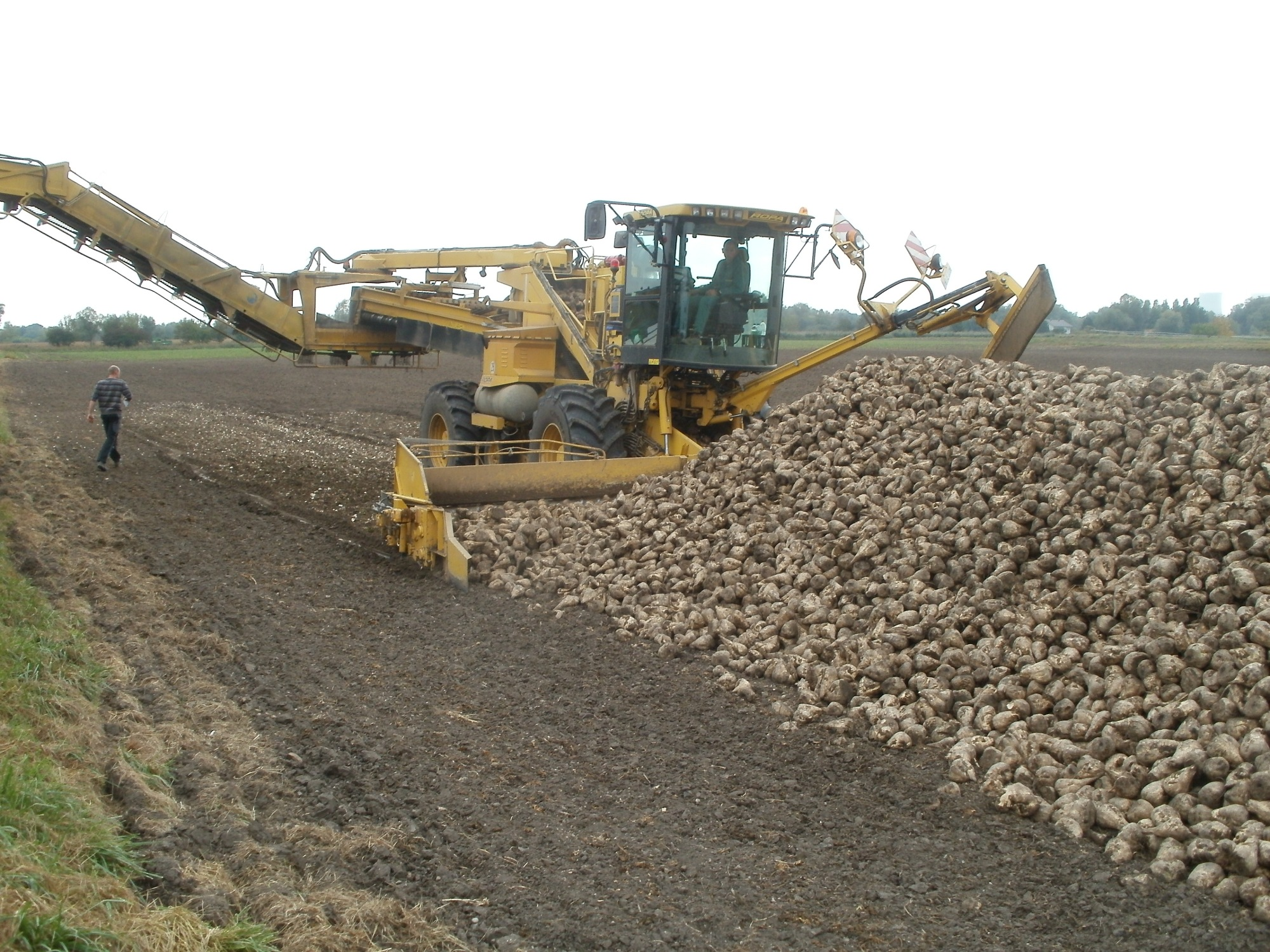
Cosecha de remolacha azucarera en Rheinhausen
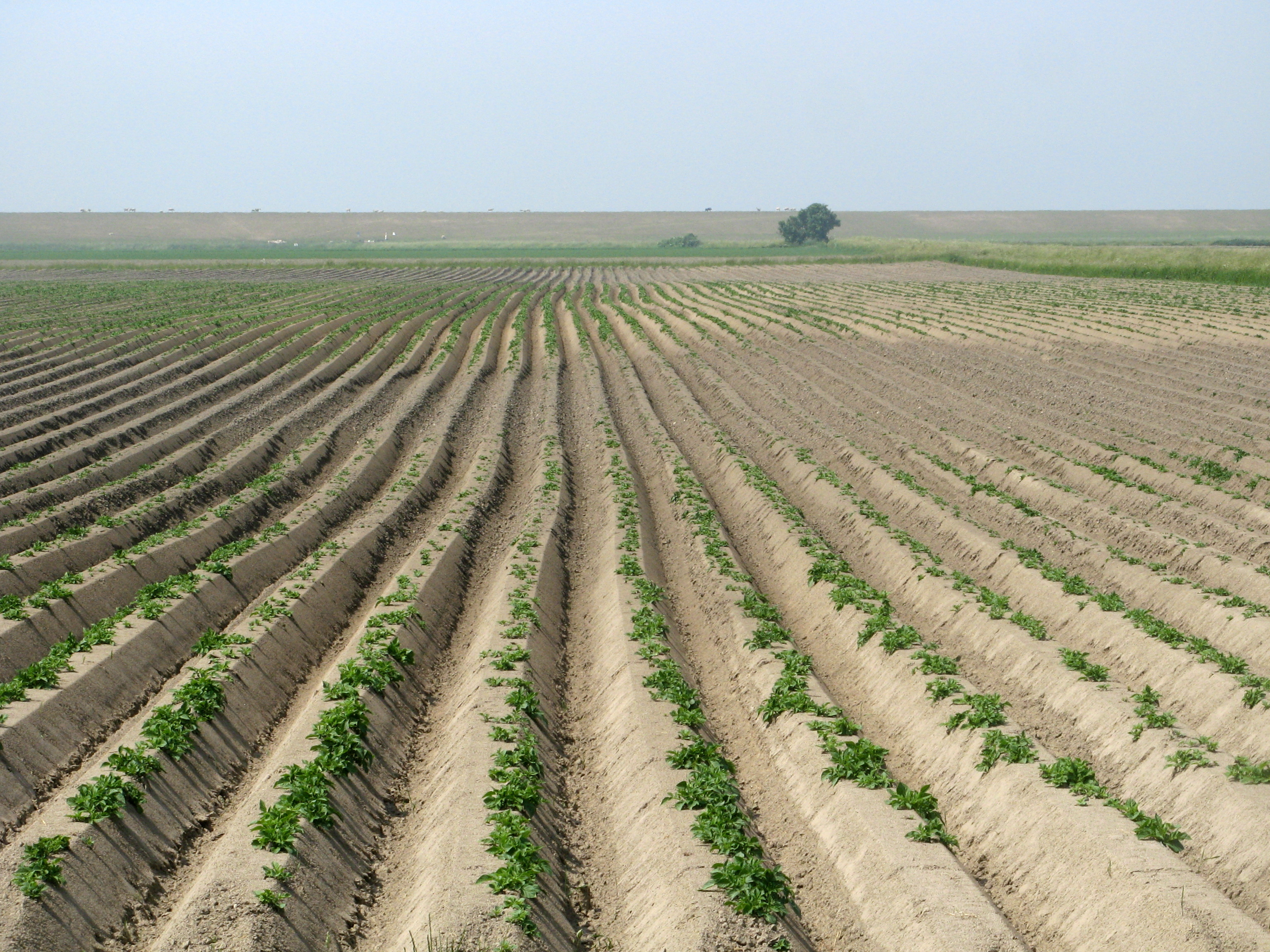
Cosecha de patata en Hellschen-Heringsand-Unterschaar.
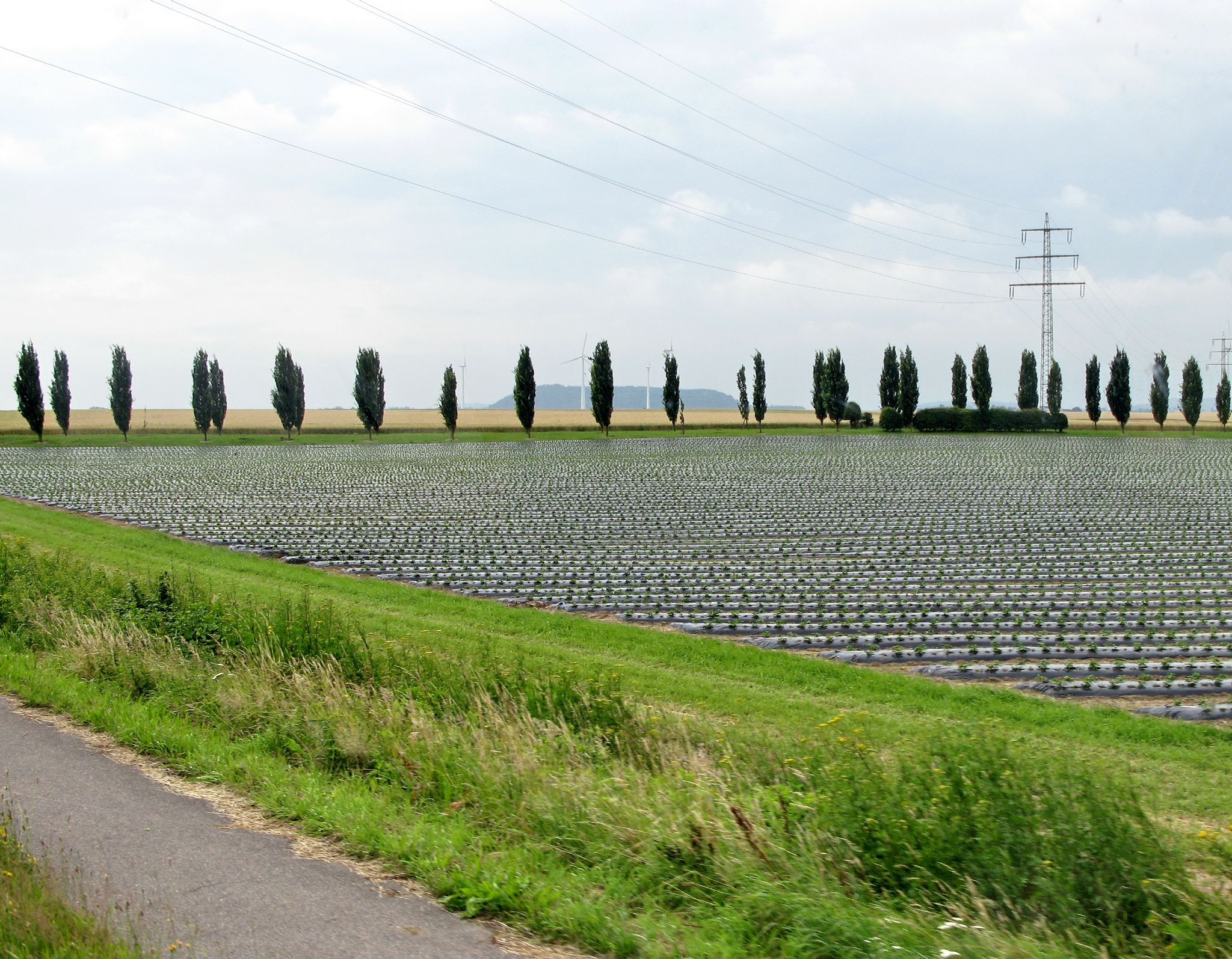
Cultivo de fresa en Alemania.

#### Ganadería
En ganadería, Alemania fue, en 2019, el tercer productor mundial de carne de cerdo, con una producción de 5,2 millones de toneladas; el cuarto productor mundial de leche de vaca, con una producción de 33 mil millones de litros; el undécimo productor mundial de carne de vacuno, con una producción de 1,1 millones de toneladas; el 29.º productor mundial de carne de pollo, con una producción de 1 millón de toneladas, entre otros.

### Sector secundario

#### Industria

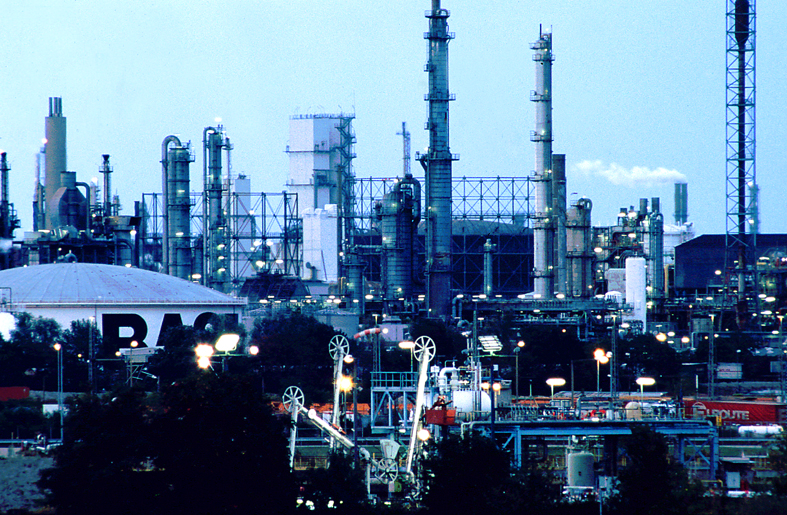
Mayor planta química del mundo en Ludwigshafen.

El Banco Mundial enumera los principales países productores cada año, según el valor total de la producción. Según la lista de 2019, Alemania tenía la cuarta industria más valiosa del mundo ($ 737,9 mil millones).
En 2019, Alemania fue el cuarto mayor productor de  vehículos en el mundo (4,6 millones) y el séptimo mayor productor de acero (39,7 millones de toneladas). Alemania es también uno de los 10 principales productores mundiales de vino (fue el octavo productor mundial en 2018). En 2018 también fue el quinto productor mundial de cerveza (a base de cebada). En 2016 fue el país del mundo que obtuvo más ingresos por exportaciones de chocolate, a pesar de que el país no produce cacao.
La industria y construcción representaron el 29% del producto interno bruto en 2008, y emplean el 29,7% de la fuerza laboral. Alemania destaca en la producción de automóviles, maquinaria, equipos eléctricos y productos químicos. Con la fabricación de 5,2 millones de vehículos en 2009, Alemania fue el cuarto mayor productor del mundo y el mayor exportador de automóviles. Las empresas automotrices alemanes gozan de una posición muy fuerte en el llamado segmento prémium, con una cuota de mercado mundial combinado de aproximadamente 90 %.
Las pequeñas empresas manufactureras medianas Mittelstand que se especializan en productos tecnológicamente avanzados y con frecuencia son de propiedad familiar y forman parte importante de la economía alemana. Se estima que alrededor de 1500 empresas alemanas ocupan una posición alta en su respectivo segmento de mercado en todo el mundo.
Entre las empresas más grandes que cotizan en bolsa, en términos de facturación, Fortune Global 500, 37 empresas tienen su sede en Alemania. Los diez primeros son  Daimler, Volkswagen, Allianz (la empresa más rentable),  Siemens, Deutsche Bank (el segundo más rentable )), E.ON, Deutsche Post, Deutsche Telekom, Metro AG y BASF. Los empleadores más importantes son Deutsche Post,  Robert Bosch y Edeka.  Otras empresas importantes de propiedad alemana son Adidas, Puma AG, Audi, Bayer,  BMW, Deutsche Bahn, Henkel, Lufthansa,  MAN, Nivea, Porsche, SAP AG , Schering AG, ThyssenKrupp, Volkswagen, Wella, entre otros, que demuestran la fortaleza económica alemana en los más diversos sectores inversiones de mercado.

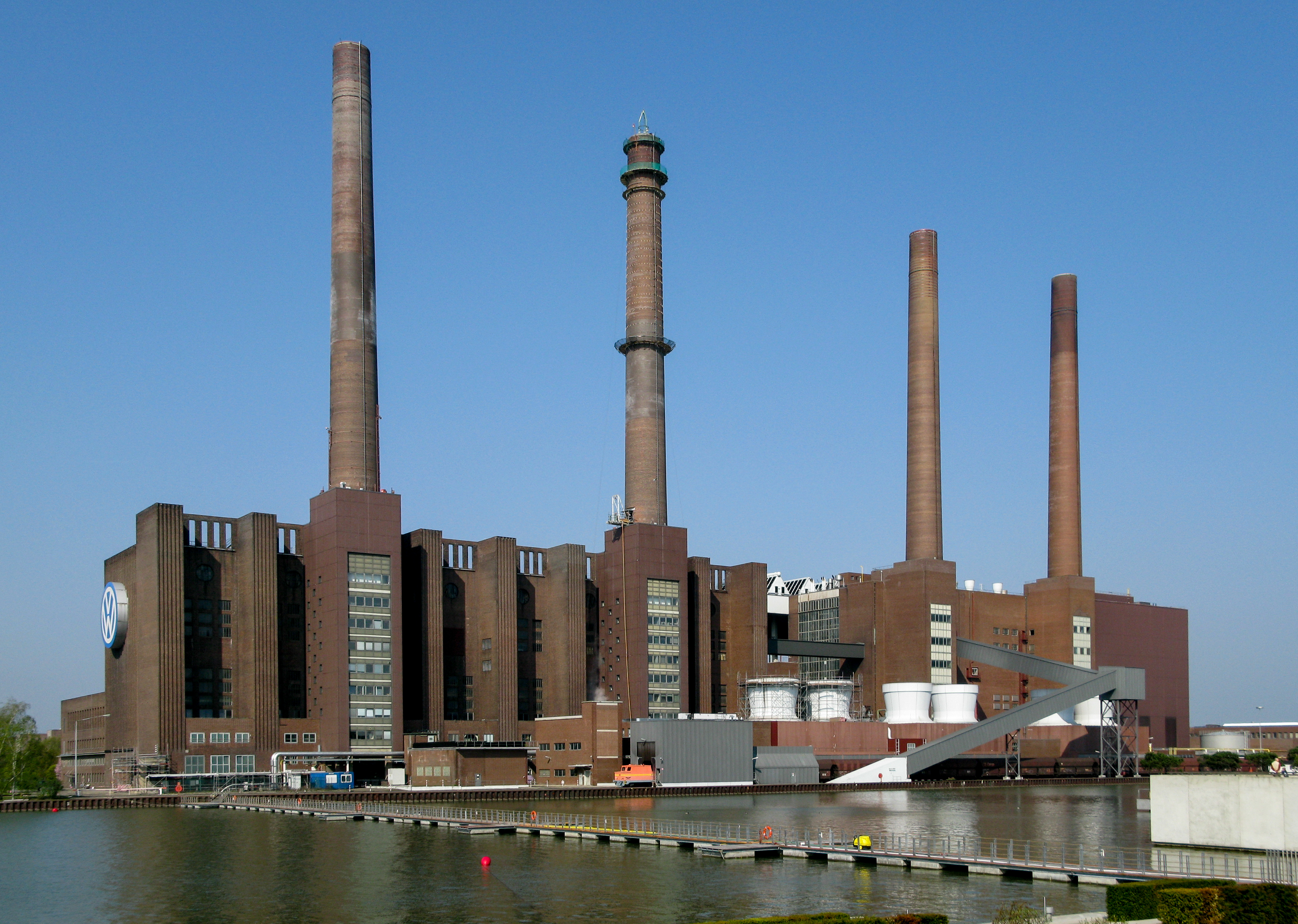
Sede de Volkswagen en Wolfsburg
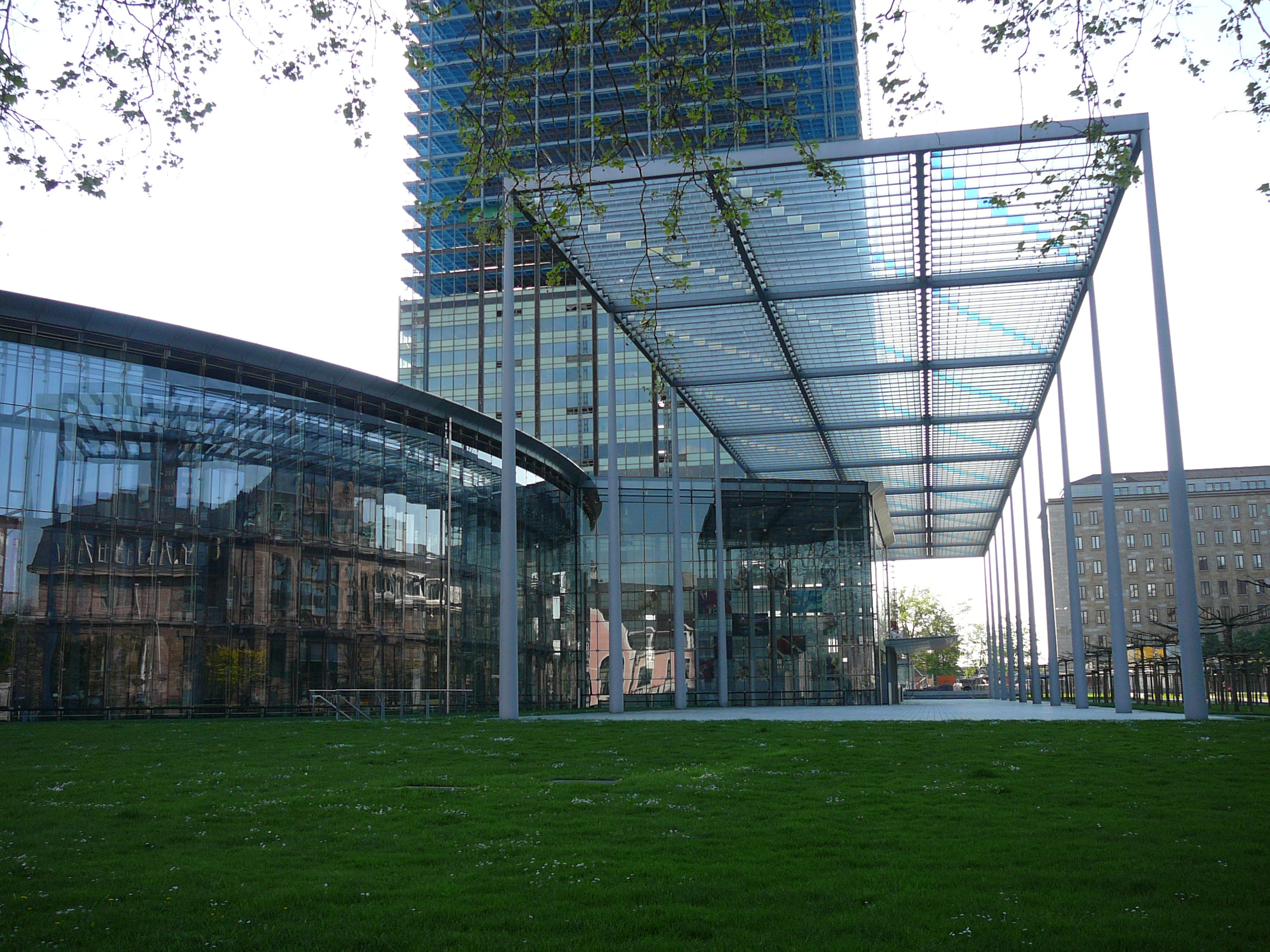
Sede de Bayer en Leverkusen
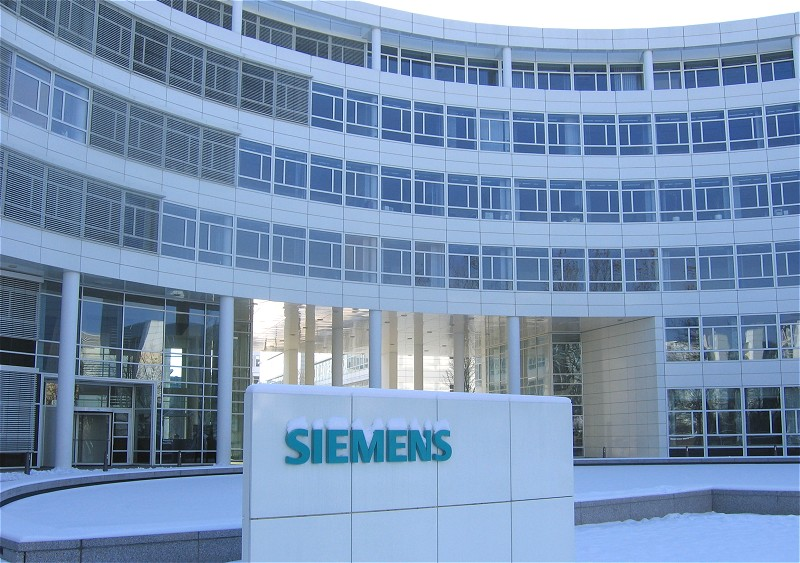
Sede de Siemens en Munich

#### Minería

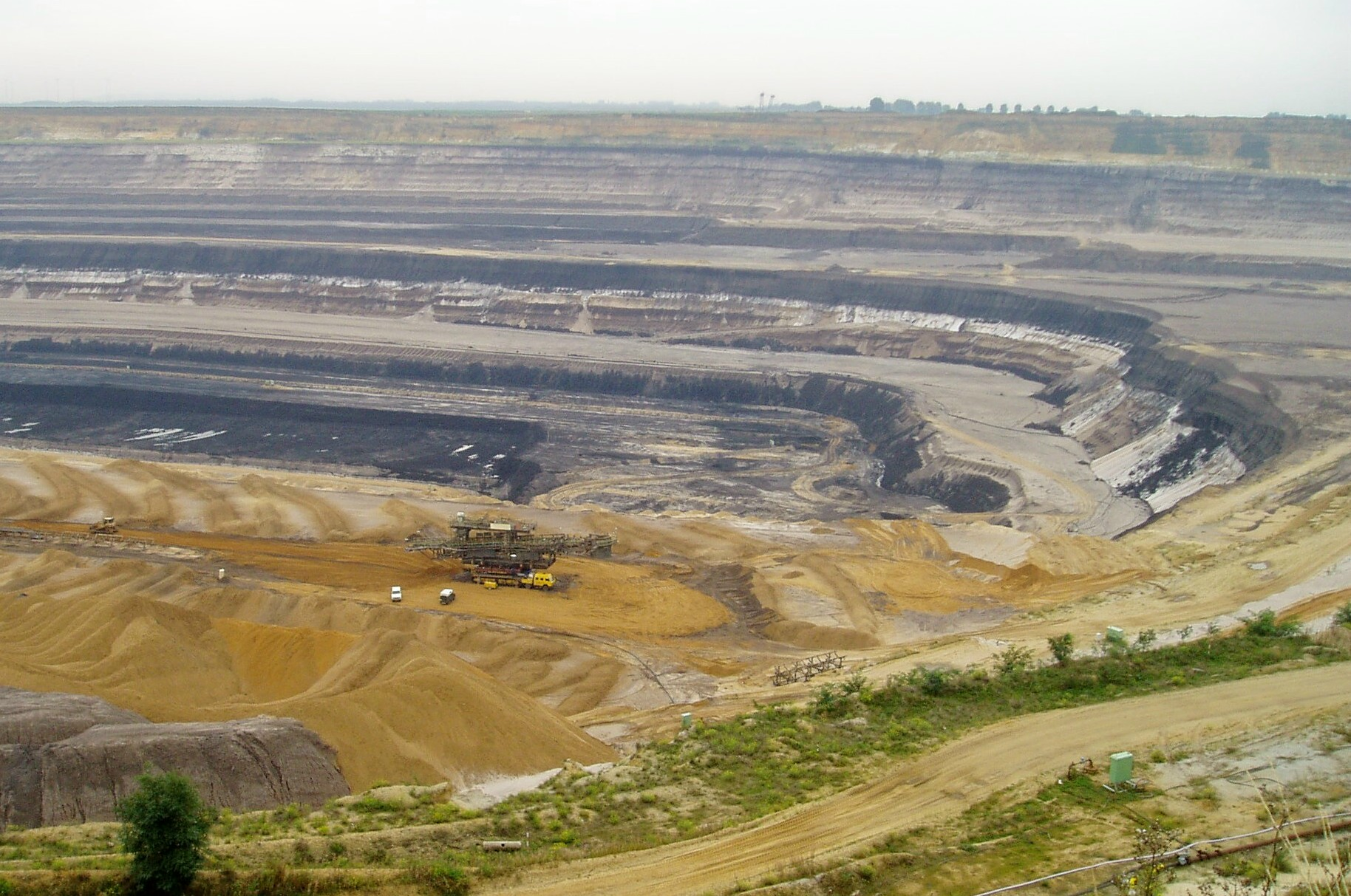
Mina de lignito en Tagebau, Garzweiler cerca de Grevenbroich, Alemania.

Alemania no tiene una gran producción de minerales, sin embargo, en 2019, el país fue el tercer productor mundial de selenio, el quinto productor mundial de potasa, el quinto productor mundial de boro, el decimoséptimo productor mundial de grafito, el 18 mayor productor mundial de azufre, además de ser el cuarto productor mundial de  sal.
El suelo alemán es relativamente pobre en materias primas. Solo lignito (carbón marrón) y potasa (Kalisalz) están disponibles en cantidades significativas. Sin embargo, la antigua empresa minera Wismut produjo un total de 230.400 toneladas de uranio entre 1947 y 1990 e hizo la Alemania Oriental el cuarto mayor productor de mineral de uranio en todo el mundo (el más grande en la esfera de control de la URSS) en el momento. Petróleo, gas natural y otros recursos están, en su mayor parte, importados de otros países.
La sal potasa se extrae en el centro del país (Baja Sajonia, Sajonia-Anhalt y Turingia). El productor más importante es K + S AG (anteriormente Kali und Salz AG).
Los depósitos de carbón bituminoso de Alemania fueron creados hace más de 300 millones de años a partir de los pantanos que se extendía desde el actual sur de Inglaterra, sobre la cuenca del Ruhr a Polonia. Los depósitos de lignito se desarrollan de manera similar, pero en un período posterior, hace unos 66 millones de años. Debido a que la madera no está todavía completamente transformada en carbón, el lignito contiene menos energía que el carbón bituminoso.
El lignito se extrae en las partes occidentales y orientales extremas del país, principalmente en Renania del Norte-Westfalia, Sajonia y Brandeburgo. Cantidades considerables se queman en las plantas de carbón cerca de las zonas mineras, para producir electricidad. El transporte de lignito en distancias lejanas no es económicamente viable, por lo tanto, las plantas se encuentran prácticamente al lado de los sitios de extracción. El carbón bituminoso se extrae en Renania del Norte-Westfalia y el Sarre. La mayoría de las centrales eléctricas que queman carbón bituminoso operan en material importado, por lo tanto, las plantas se encuentran no solo cerca de los yacimientos mineros, sino en todo el país.

#### Energía
En energías no renovables, en 2020, el país fue el 57.º productor mundial de petróleo, extrayendo 37 mil barriles / día. En 2019, el país consumió 2,28 millones de barriles / día (el décimo consumidor más grande del mundo). El país fue el sexto mayor importador de petróleo del mundo en 2018 (1,83 millones de barriles / día). En 2016, Alemania fue el 43.º productor mundial de gas natural, 8500 millones de m³ al año. En 2010, Alemania fue el segundo mayor importador de gas del mundo (99,6 mil millones de m³ por año), principalmente de Rusia. En la producción de carbón, el país fue el octavo más grande del mundo en 2018: 175,1 millones de toneladas. A pesar de esto, el país también es el sexto mayor importador de carbón del mundo: en 2018, fue de 44 millones de toneladas. En 2019, Alemania también poseído 6
 plantas atómicas en su territorio, con una capacidad instalada de 8,1 GW.

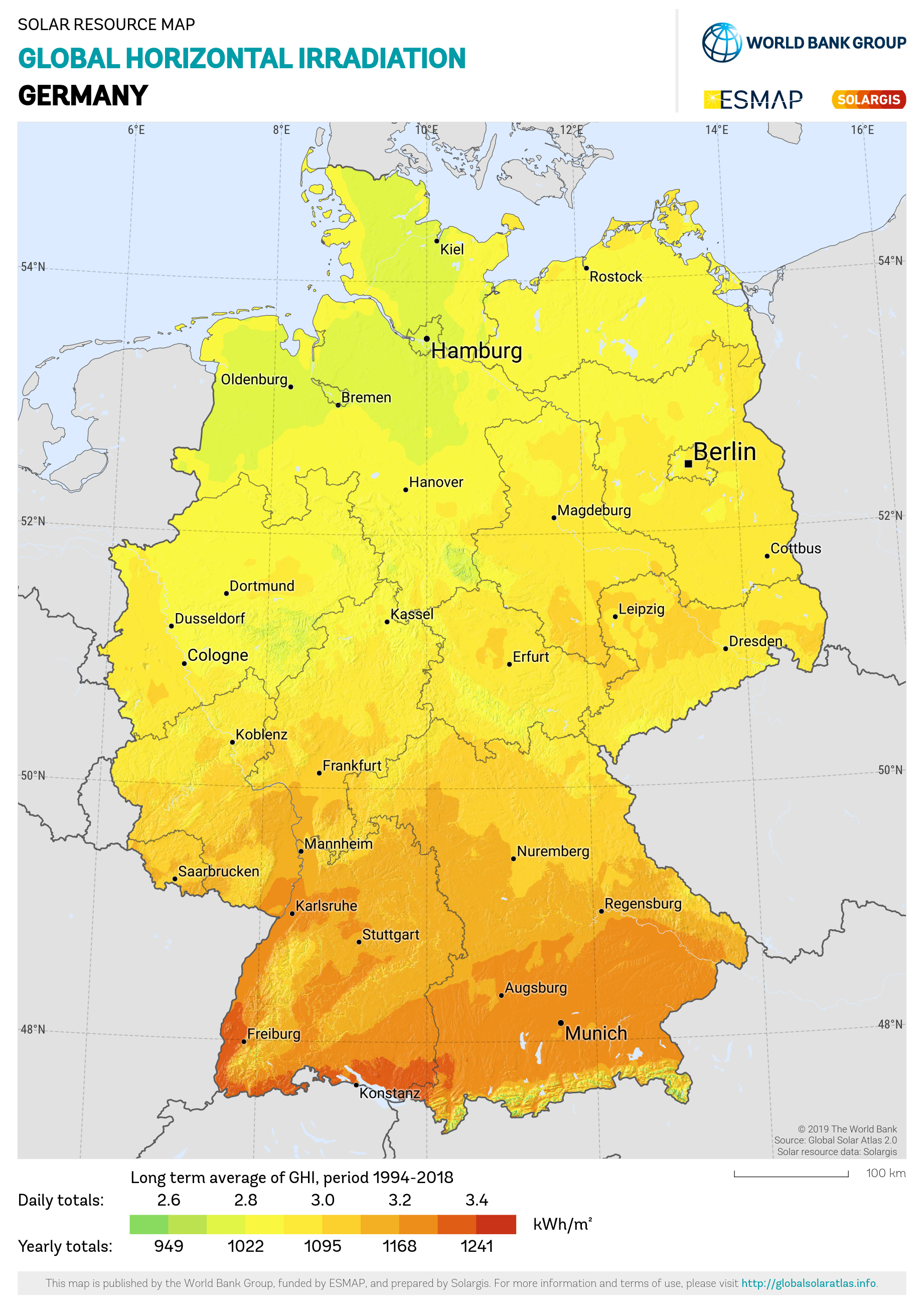
Alemania, a pesar de su baja radiación solar, es un importante instalador de energía solar debido a sus grandes necesidades energéticas

En energías renovables, en 2020, Alemania fue el tercer mayor productor de energía eólica del mundo, con 62,1 GW de potencia instalada, y el cuarto mayor productor de energía solar del mundo, con 53, 7 GW de potencia instalada. A pesar de instalar muchas placas fotovoltaicas para generar energía solar, Alemania, al estar en una zona cercana a los polos terrestres, tiene una radiación solar muy débil en su territorio, teniendo una baja eficiencia en esta generación de energía. Por mucho que el país instale energía eólica y solar y diga que se preocupa por el medio ambiente, su gran producción industrial obliga al país a importar grandes cantidades de petróleo, carbón y gas, es decir, energías fósiles contaminantes, siendo la necesidad de tratar de reducir la dependencia de estas importaciones la verdadera razón para instalar energías como la eólica y la solar, incluso con bajos rendimientos.
Alemania es el quinto mayor consumidor mundial de energía, y dos tercios de su energía primaria se importó en el año 2002. En el mismo año, Alemania fue el mayor consumidor de electricidad de Europa, por un total de 512,9 teravatios-hora. La política del Gobierno promueve la conservación de la energía y el desarrollo de energías renovables, como la energía solar, eólica, biomasa, hidroeléctrica y geotérmica. Como resultado de las medidas de ahorro energético, la eficiencia energética ha mejorado desde principios de la década de 1970. El Gobierno se ha fijado el objetivo de satisfacer las demandas de energía media del país a partir de fuentes renovables para el año 2050.

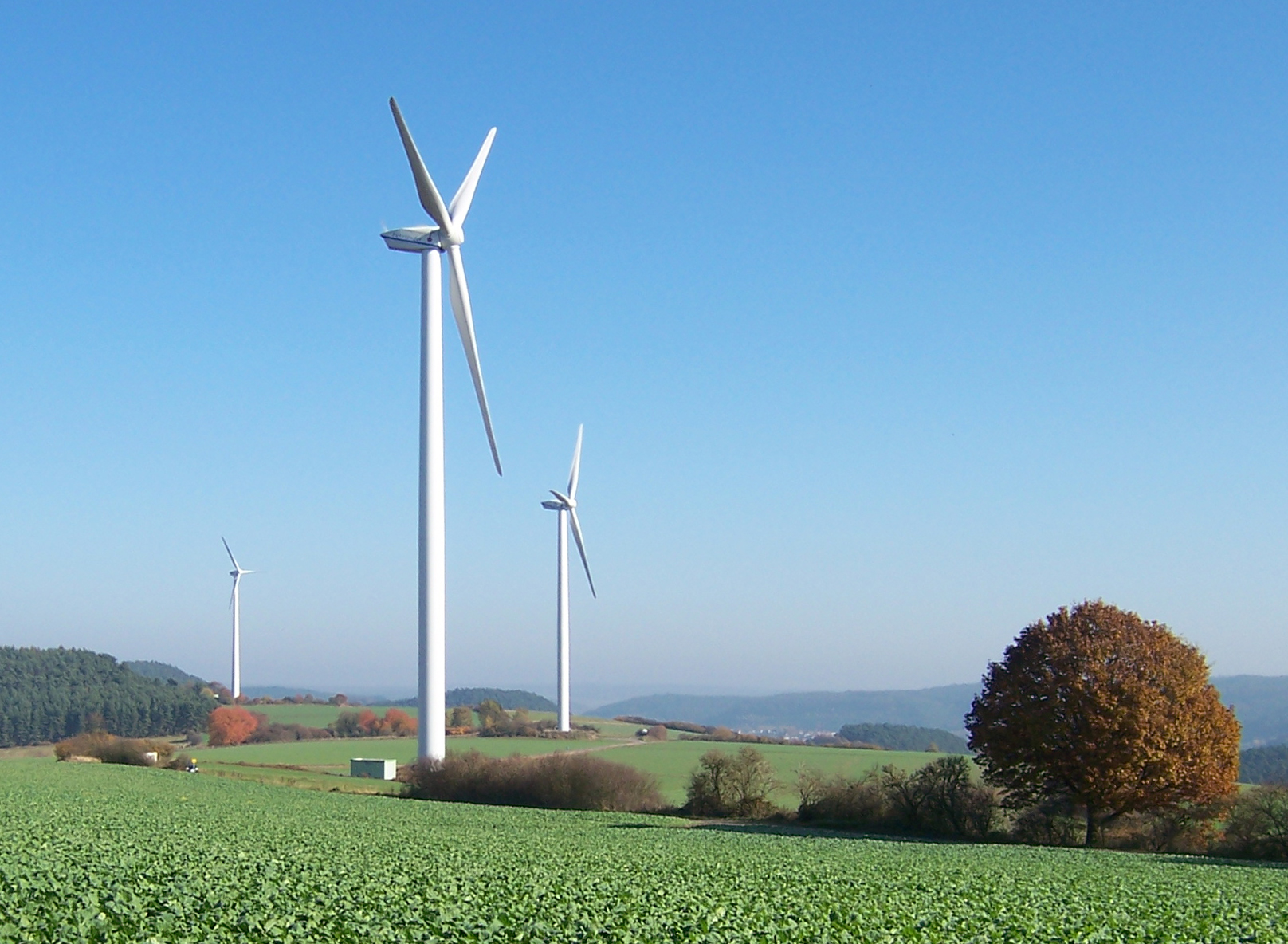
Uno de los mayores parques eólicos y la mayor capacidad de energía solar en el mundo se instaló en Alemania (2008). La energía renovable generó el 14 % del total del consumo de electricidad del país en 2007

En 2000, el canciller Gerhard Schröder y la industria de la energía nuclear acordaron eliminar gradualmente todas las centrales nucleares para el año 2021. La coalición conservadora bajo la canciller Merkel revirtieron esta decisión en enero de 2010 para mantener las plantas abiertas. El desastre nuclear de la planta nuclear japonesa de Fukushima en marzo de 2011 sin embargo, cambió el clima político fundamental: las centrales nucleares más antiguas han sido cerradas. Y una fase general a cabo hasta el año 2020 o 2022 es ahora probable. La energía renovable todavía sigue jugando un papel más modesto en el consumo de energía, aunque las industrias solares y eólicas alemanas desempeñan un papel de liderazgo en todo el mundo.
En 2009, el consumo total de energía de Alemania (no solo la electricidad) provino de las siguientes fuentes: Petróleo 34,6%, el gas natural 21,7%, lignito 11,4%, el carbón bituminoso 11,1%, la energía nuclear 11,0%, y eólica 1,5%, Otros 9,0%.
Hay 3 principales puntos de entrada de los oleoductos: en el noreste (el oleoducto Druzhba, procedentes de Gdańsk ), oeste (procedente de Róterdam ) y sureste (procedentes de Nelahozeves). Los oleoductos de Alemania no constituyen una red adecuada, ya veces solo se conectan dos lugares diferentes.
La red de gas natural, por otro lado, es densa y bien comunicada. Los Gasoductos proviene principalmente de Rusia, los Países Bajos y el Reino Unido. Aunque las importaciones de gas de Rusia han sido históricamente confiable, incluso durante la guerra fría, los conflictos recientes de los precios entre Gazprom y las antiguas repúblicas soviéticas, como Ucrania, han afectado también a Alemania. Como resultado, la gran importancia política se coloca en la construcción del gasoducto Nord Stream, que va desde Vyborg en Rusia a lo largo del mar Báltico a Greifswald en Alemania.

### Sector terciario

#### Turismo
En 2018, Alemania fue el octavo país más visitado del mundo, con 38,8 millones de turistas internacionales. Los ingresos por turismo este año fueron de $ 42,9 mil millones.

#### Servicios
En 2008 los servicios constituyeron el 69% del producto interno bruto (PIB), y el sector emplea al 67,5% de la fuerza laboral. Los subcomponentes son servicios financieros, el alquiler y actividades empresariales (30,5%); comercio, hoteles y restaurantes, y el transporte (18%); y otras actividades de servicios (21,7%).
Los mayores ferias anuales y congresos internacionales se llevan a cabo en varias ciudades alemanas, como Hannover, Fráncfort del Meno y Berlín.

## Infraestructuras

### Transportes

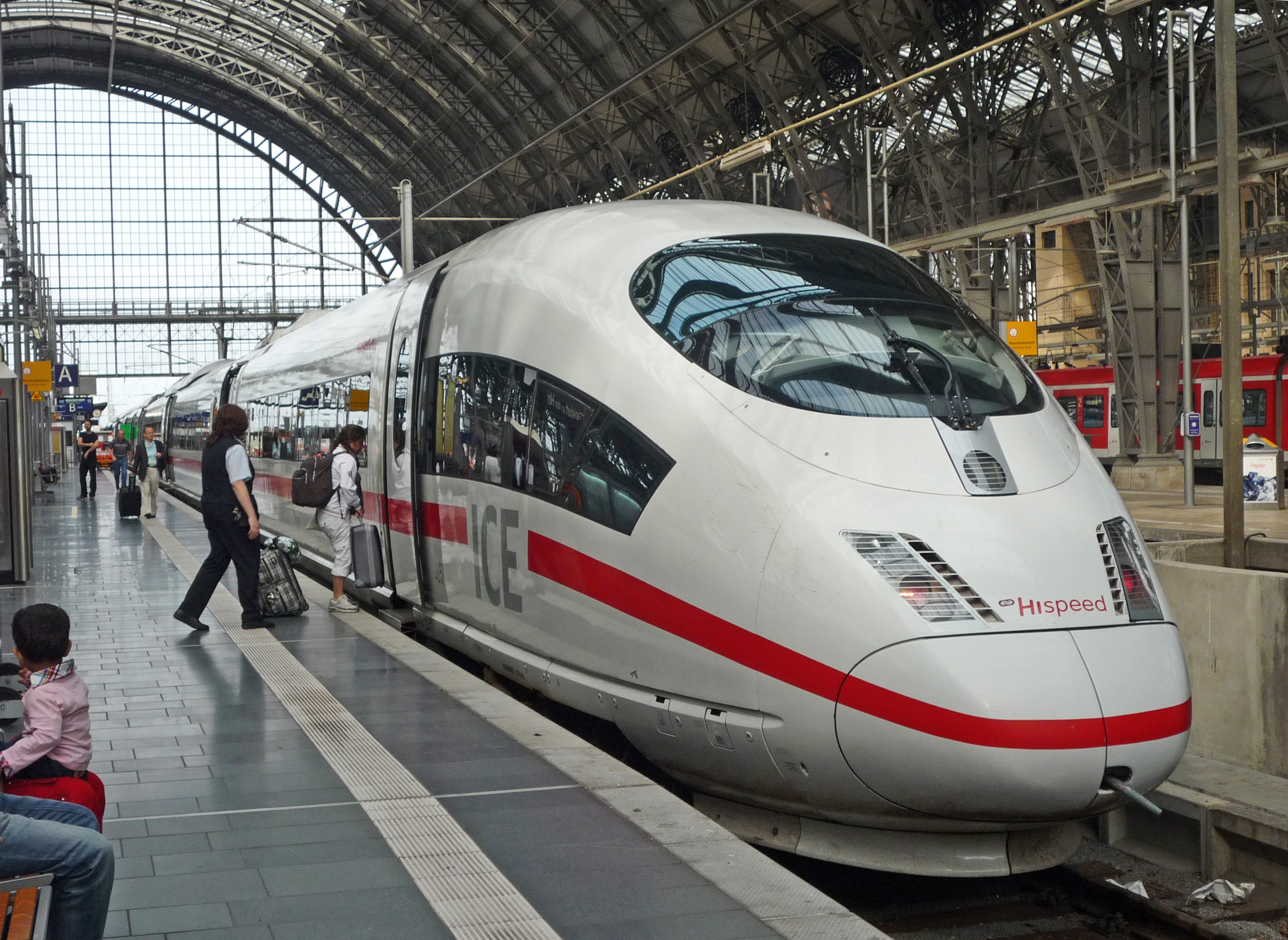
El tren ICE 3 en Fráncfort del Meno

Con su posición central en Europa, Alemania es un importante centro de transporte. Esto se refleja en sus densas y modernas redes de transporte. La extensa autopista (Autobahn) que ocupa la tercera más grande a nivel mundial por su longitud total y cuenta con una falta de límites de velocidad manta en la mayoría de las rutas.
Alemania ha establecido una red policéntrica de trenes de alta velocidad. El InterCityExpress o ICE es la categoría de servicio más avanzado de la Deutsche Bahn y sirve las principales ciudades alemanas, así como destinos en países vecinos. La velocidad máxima del tren varía entre 200 km/h y 320 km/h. Las conexiones se ofrecen en cada 30 minutos, cada hora, o dos-hora.
Los mayores aeropuertos alemanes son el aeropuerto internacional de Fráncfort del Meno y el aeropuerto internacional de Múnich, ambos son centros mundiales de Lufthansa. Otros aeropuertos importantes son Berlín Tegel, Berlín-Schönefeld, Düsseldorf, Hamburgo, Hannover, Colonia-Bonn, Leipzig/Halle y en el futuro Aeropuerto Internacional de Berlín Brandeburgo.

## Tecnología

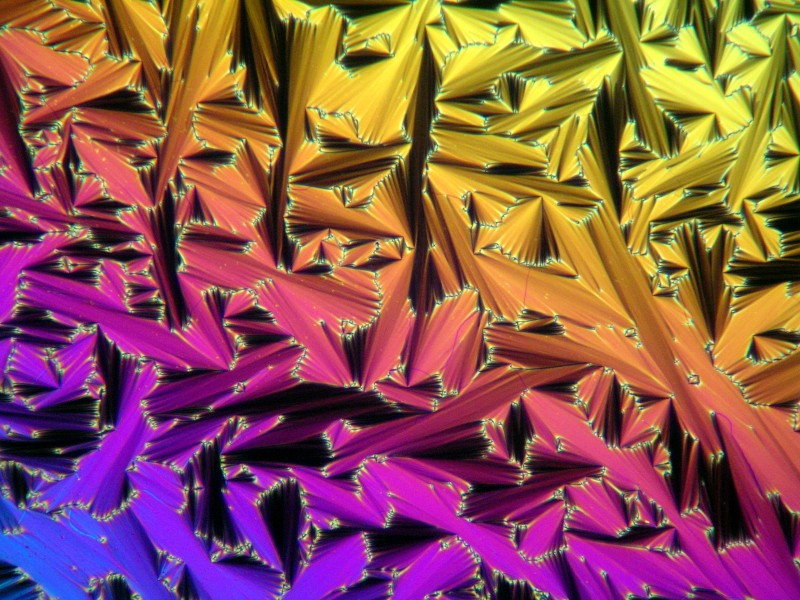
El cristal líquido se visualizaron mediante un microscopio de polarización. Alemania es un centro de investigación pionero de la nanotecnología y la ingeniería de materiales.

Los logros de Alemania en ciencias han sido importantes, y la investigación y desarrollo forman parte integrante de la economía. 
Alemania es también uno de los países líderes en el desarrollo y uso de tecnologías verdes. Las empresas especializadas en tecnología verde tienen una facturación estimada de 200 millones €. El socio alemán para la ingeniería, la ciencia y la investigación es eminentemente respetable.
Los mercados líderes de la industria de la tecnología verde de Alemania son la generación de energía, la movilidad sostenible, la eficiencia de los materiales, eficiencia energética, gestión de residuos y el reciclaje, sostenible la gestión del agua.
Con respecto a las patentes triádicas Alemania ocupa el tercer lugar después de los EE. UU. y Japón. Con más de 26.500 registros de patentes presentadas a la Oficina Europea de Patentes, Alemania es la nación líder en Europa. Siemens, Bosch y BASF, con casi 5000 registros de patentes entre ellos en 2008, se encuentran entre los Top 5 de los más de 35.000 empresas que registren patentes. Junto con los EE. UU. y Japón, con respecto a las patentes de nano, bio y las nuevas tecnologías Alemania es uno de los países más activos del mundo. Con alrededor de un tercio de las patentes triádicas Alemania está a la cabeza mundial en el campo de la reducción de emisiones de vehículos

## Alemania en el contexto internacional
Como motor de la Unión Europea, Alemania dispone de la economía más potente de la Eurozona, y sus indicadores macroeconómicos son una referencia indiscutible a nivel internacional, mostrando desde hace décadas unos claros índices de modernidad y fortaleza. Alemania es el cuarto país del mundo por PIB (recientemente superado por China) y el quinto país según el Índice de Competitividad Global calculado por el Foro Económico Mundial. Además, Alemania ocupa el puesto n.º 12 a nivel mundial en el ranking de los países con mayor renta per cápita. No obstante, de Alemania cabe destacar otros parámetros como la gran cantidad de superficie forestal conservada (a pesar de su elevada densidad de población) y que, según datos de Eurostat, es el país con más camas en hospitales. En la siguiente tabla se puede comprobar el contexto socioeconómico de Alemania a partir de datos del Banco Mundial, Eurostat y el Foro Económico Mundial:
Los préstamos concedidos a Grecia permiten a Alemania obtener más de mil millones de beneficios entre 2015 y 2017, lo que a veces se denuncia como una falta de solidaridad de Berlín hacia sus socios de la zona euro.
| Indicador                               | Valor                                                | Posición en el mundo                                                             | Incremento                                                                               |
| --------------------------------------- | ---------------------------------------------------- | -------------------------------------------------------------------------------- | ---------------------------------------------------------------------------------------- |
| Producto interior bruto (nominal)       | 3.346.699.910.000 $ Fuente: Banco Mundial (2009)     | Países más ricos del mundo por PIB Puesto 4.º                                    | $1 900 221 169 664 en 2000 (incr: 76,1 %) Fuente: Ficha de Alemania en Banco Mundial     |
| Superficie                              | 357.021 km² Fuente: Banco Mundial (2008)             | Países más extensos del mundo Puesto 62.º                                        | -                                                                                        |
| Población                               | 81.879.976 personas Fuente: Banco Mundial (2009)     | Países más poblados del mundo Puesto 16.º                                        | 82.210.000 personas en 2000 (incr: -0,4%) Fuente: Ficha de Alemania en Banco Mundial     |
| Emisiones de CO2                        | 9,6 toneladas Fuente: Banco Mundial (2007)           | Países con mayores emisiones de CO2 Puesto 28.º                                  | 9,707 toneladas en 2000 (incr: -1,1%) Fuente: Ficha de Alemania en Banco Mundial         |
| Renta per cápita                        | 40.873 $ Fuente: Banco Mundial (2009)                | Países con mayor Renta Per Cápita Puesto 12.º                                    | 25.510 $ en 2000 (incr: 60,2%) Fuente: Ficha de Alemania en Banco Mundial                |
| Tasa de natalidad                       | 1 personas Fuente: Banco Mundial (2008)              | Países con mayor natalidad (niños por mujer) Puesto 160.º                        | 1,38 personas en 2000 (incr: -27,5%) Fuente: Ficha de Alemania en Banco Mundial          |
| % usuarios Internet                     | 75,5 % Fuente: Banco Mundial (2008)                  | Países con mayor tasa de usuarios de Internet Puesto 11.º                        | 30,17 % en 2000 (incr: 150,2%) Fuente: Ficha de Alemania en Banco Mundial                |
| Promedio de días para crear una empresa | 18 días Fuente: Banco Mundial (2009)                 | Países más rápidos para montar una empresa Puesto 99.º                           | 45 días en 2003 (incr: -60%) Fuente: Ficha de Alemania en Banco Mundial                  |
| Consumo de energía por habitante        | 4.027 kilogramos Fuente: Banco Mundial (2007)        | Países con mayor consumo de energía por habitante Puesto 25.º                    | 4.179,81 kilogramos en 2000 (incr: -3,7%) Fuente: Ficha de Alemania en Banco Mundial     |
| Terreno dedicado a agricultura          | 48,6 % Fuente: Banco Mundial (2007)                  | Países con más terreno dedicado a la agricultura Puesto 67.º                     | 48,94 % en 2000 (incr: -0,7%) Fuente: Ficha de Alemania en Banco Mundial                 |
| Potencia eléctrica consumida            | 7.184 kilovatios-hora Fuente: Banco Mundial (2007)   | Países con más potencia eléctrica consumida Puesto 22.º                          | 6.680,23 kilovatios-hora en 2000 (incr: 7,5%) Fuente: Ficha de Alemania en Banco Mundial |
| Superficie forestal                     | 110.760 km² Fuente: Banco Mundial (2007)             | Países con mayor superficie forestal Puesto 43.º                                 | 110.760 km² en 2000 (incr: 0%) Fuente: Ficha de Alemania en Banco Mundial                |
| Carreteras pavimentadas                 | 99 % Fuente: Banco Mundial (2004)                    | Países con más carreteras pavimentadas Puesto 21.º                               | 99 % en 2000 (incr: 0%) Fuente: Ficha de Alemania en Banco Mundial                       |
| Esperanza de vida (mujeres)             | 82,4 años Fuente: Almanaque Mundial 2012 (2011)      | Países Europeos ordenados por mayor esperanza de vida para mujeres Puesto 22.º   | 64,6 años en 2000 (incr: -11,1%) Fuente: Ficha de Alemania en Eurostat                   |
| Esperanza de vida (hombres)             | 77,8 años Fuente: Almanaque Mundial 2012 (2011)      | Países Europeos ordenados por mayor esperanza de vida para hombres Puesto 21.º   | 63,2 años en 2000 (incr: -11,7%) Fuente: Ficha de Alemania en Eurostat                   |
| N.º de muertes por cáncer               | 162,6 personas Fuente: Eurostat (2008)               | Países Europeos ordenados por el número de muertes debidas al cáncer Puesto 15.º | 182 personas en 2000 (incr: -10,7%) Fuente: Ficha de Alemania en Eurostat                |
| N.º de muertes por VIH                  | 0,5 personas Fuente: Eurostat (2008)                 | Países Europeos ordenados por el número de muertes debidas al VIH Puesto 8.º     | 0,6 personas en 2000 (incr: -16,7 %) Fuente: Ficha de Alemania en Eurostat               |
| N.º de camas en hospitales              | 829,1 unidades Fuente: Eurostat (2006)               | Países Europeos ordenados por el número de camas en hospitales Puesto 1.º        | 912,2 unidades en 2000 (incr: -9,1 %) Fuente: Ficha de Alemania en Eurostat              |
| N.º de médicos en activo                | 345,5 unidades Fuente: Eurostat (2006)               | Países Europeos ordenados por el número de médicos en activo Puesto 10.º         | 325,8 unidades en 2000 (incr: 6 %) Fuente: Ficha de Alemania en Eurostat                 |
| Índice de Competitividad Global         | 5,387 unidades Fuente: Foro Económico Mundial (2011) | Países más competitivos Puesto 5.º                                               | 5,58 unidades en 2007 (incr: -3,5 %) Fuente: Ficha de Alemania en Foro Económico Mundial |